# JR西日本681系電車
681系電車（681けいでんしゃ）は、西日本旅客鉄道（JR西日本）の交直両用特急形電車。
ここでは、北越急行が保有していた同系についても記述する。

## 概要
京阪神と北陸地方を結ぶ特急「雷鳥」「スーパー雷鳥」は専ら485系が使用されてきたが、高速道路網の整備が進み、所要時間の短縮とより高いサービスが提供ができるように製造されたのが本系列である。1992年7月に先行試作車が登場した。
投入当時、既に485系「雷鳥」「スーパー雷鳥」は踏切のない湖西線および北陸トンネル内にて600メートル条項の特認を受け130 km/hでの営業運転を実施していたが、本系列ではブレーキ性能の向上をはかり踏切のある区間においても130 km/h運転を目指した。さらに将来的には踏切のない湖西線および北陸トンネル内での160 km/h運転にも対応できる性能としている。なお同区間での160 km/h運転は2015年（平成27年）3月現在も実現していないが、1997年（平成9年）から本系列が投入されたほくほく線において130 km/h超での営業運転が開始され、最終的に本系列の性能を活かして160 km/h運転が実現した。
試作車、量産車共に、内外装のデザインを担当したのは当時、近畿車両デザイン室の主要メンバーだった南井健治である。
本形式の開発コンセプトとして、北陸自動車道を走るマイカー利用者から新型特急列車の利用にシフトしてもらえるようなサービスの提供に重点を置いた。
グリーン車の内装を考案している段階では、「高速道路を走っているベンツのお金持ちに乗ってもらう」ことを特に意識して、グリーン車の設計では、幅広い座席からテレビの導入まで快適性の大幅な向上に努めている。
JR西日本の車両は川崎重工業・近畿車輛・日立製作所が製造した。北越急行の車両は川崎重工業が製造したが、近畿車輌と新潟鐵工所に委託された車両もある。両社合計で102両を新製し、その後の増備はコストダウンと性能向上を図った683系に移行した。681系は大半が2015年（平成27年）3月14日の北陸新幹線金沢延伸開業からしらさぎに転用された。

## 先行試作車
量産に先立って製造された先行試作車は、1992年（平成4年）に9両が製作された。当時北陸本線を走行していた485系特急「雷鳥」「スーパー雷鳥」と同程度の輸送力を確保しつつグリーン車の向きを合わせることから、富山寄りにグリーン車を連結した9両貫通編成とされた。

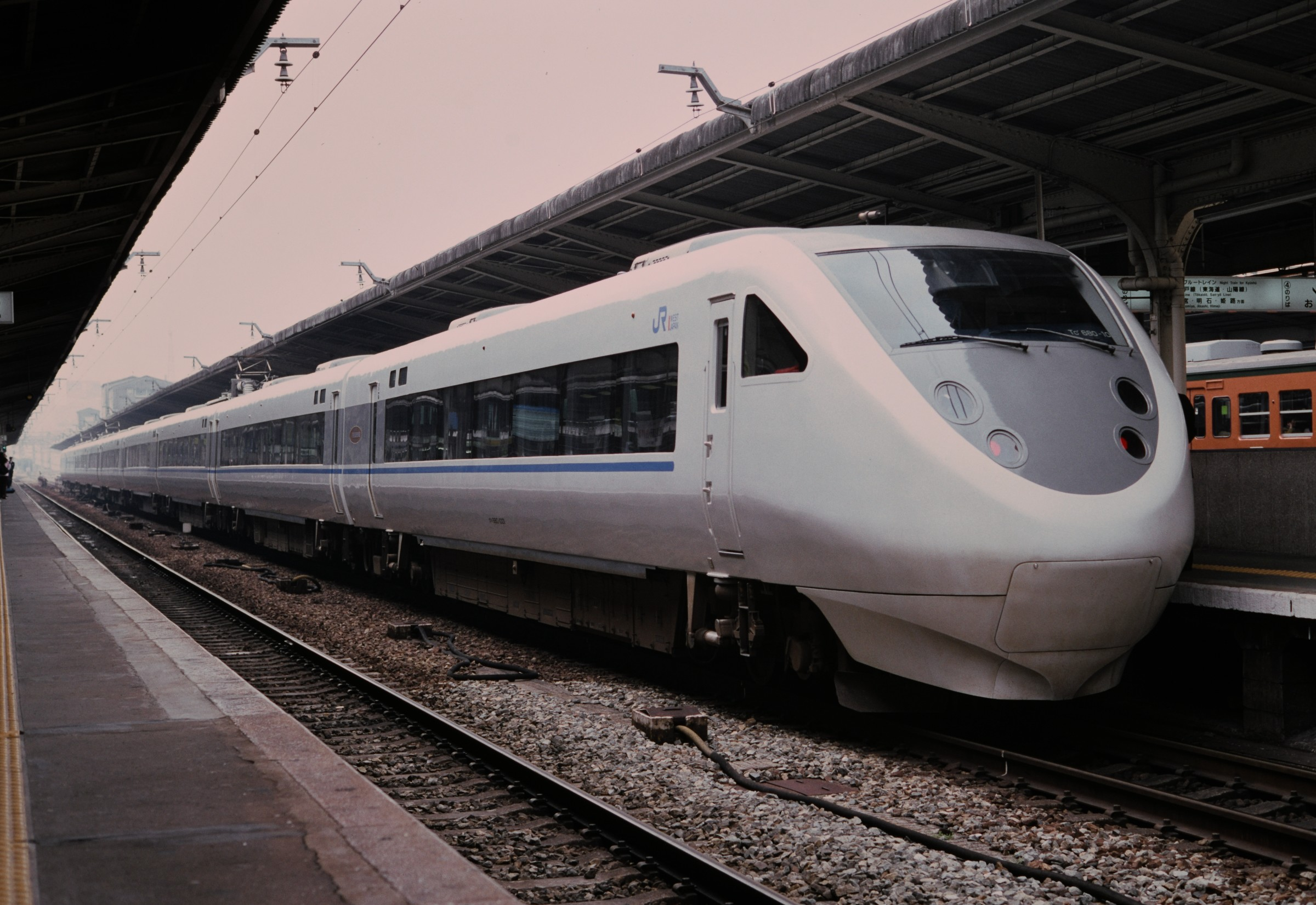
9両貫通編成で運用されていた量産化改造後の先行試作車
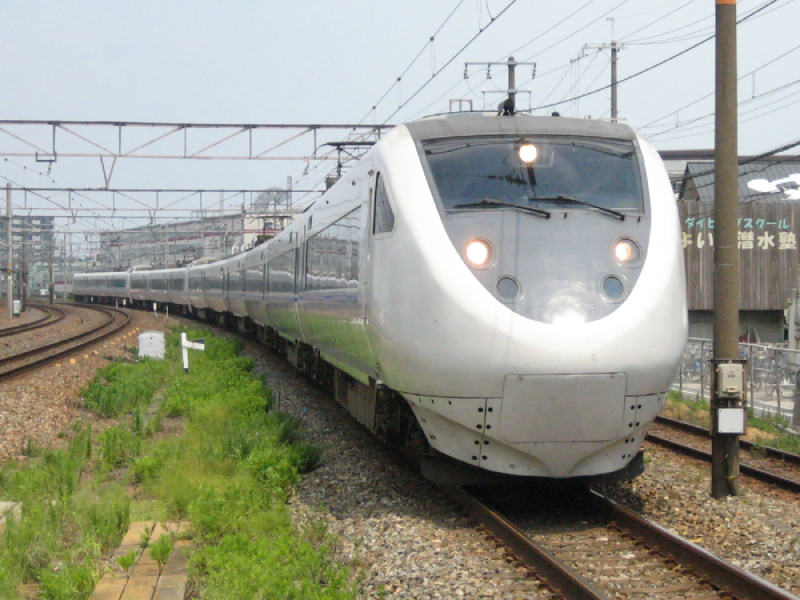
量産化改造後、量産車と混用されている先行試作車（6両）を含む編成

### 車体（先行試作車）
車体は普通鋼製を基本とし、軽量化の観点から強度が必要な個所に関しては高耐候性圧延鋼材、屋根板および床板には腐食を考慮してステンレス鋼を使用している。列車の分割併合を前提としない非貫通型運転台とし、前頭部は大型曲面1枚ガラスの流線形とした。先頭部の密着連結器も格納式とすることによりスカートも一体形状にでき、スピード感あふれる形状とした。側面窓は連続窓構造で、先頭車の側面上部（乗務員室後部）には「JR WEST JAPAN」のロゴがあしらわれている。
車体長は21,160 / 20,600 mm（先頭車/中間車）、車体幅は2,915 mm、車体高は3,550 mmである。床面高さは485系比75 mm低い1,160 mmとし、ホームとの段差を小さくしている。車体断面は、腰部の曲線を半径500 mmと小さくし、腰部より上は3度の傾斜で立ち上げている。肩部は直線に近い形状とし、その上部に段差をつけて雨樋としている。
安定した高速度走行と曲線通過性能の向上を目指した低重心設計が施されており、曲線通過性能は半径600 m未満で本則+15 km/h、600 m以上700 m未満で本則+20 km/h、半径700 m以上で本則+25 km/hである。
列車種別・行先表示器は221系以来の標準である列車種別表示部が字幕式、行先表示部はLED式となっている。

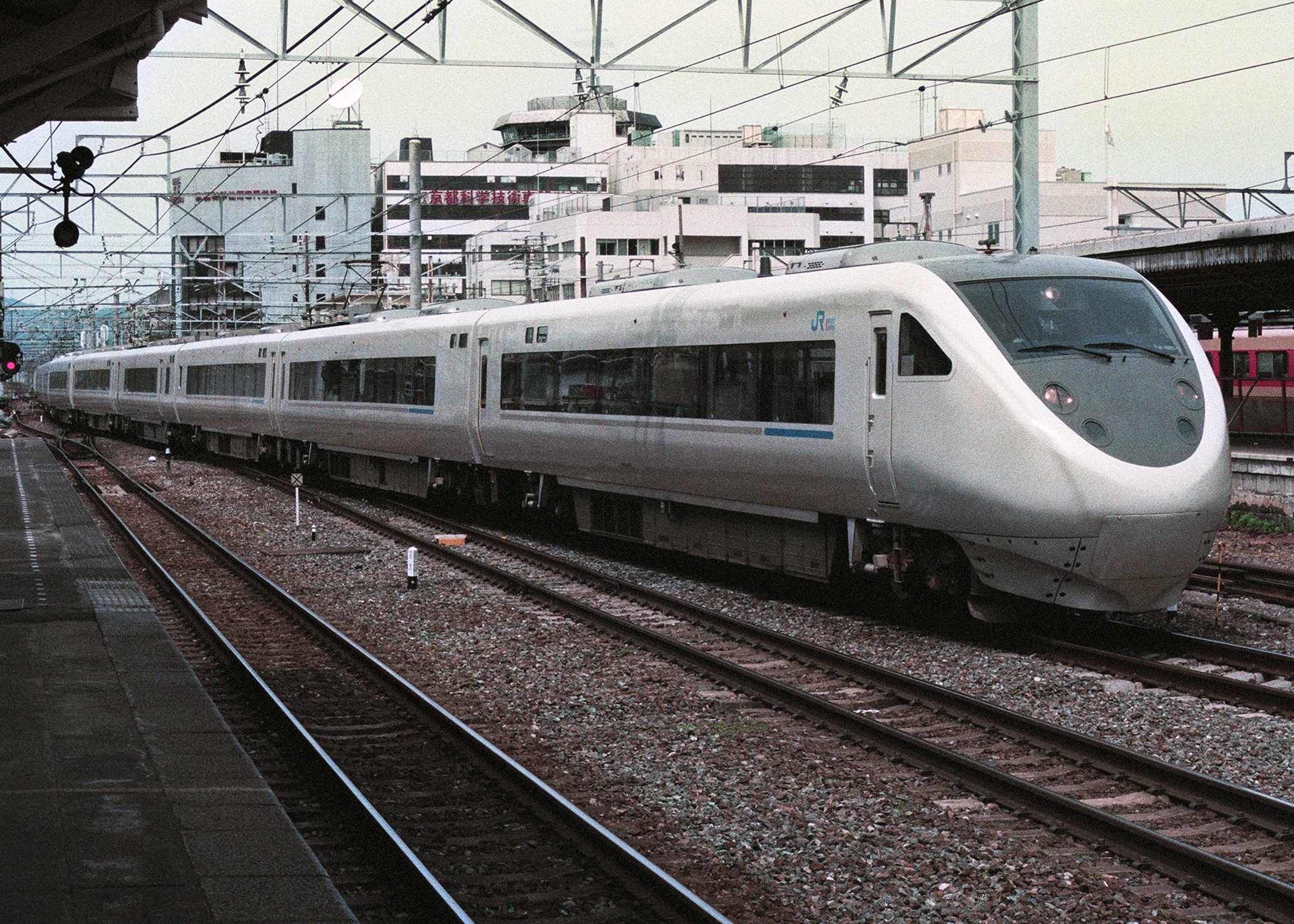
先行試作車 クロ681-1 （1993年 京都駅)
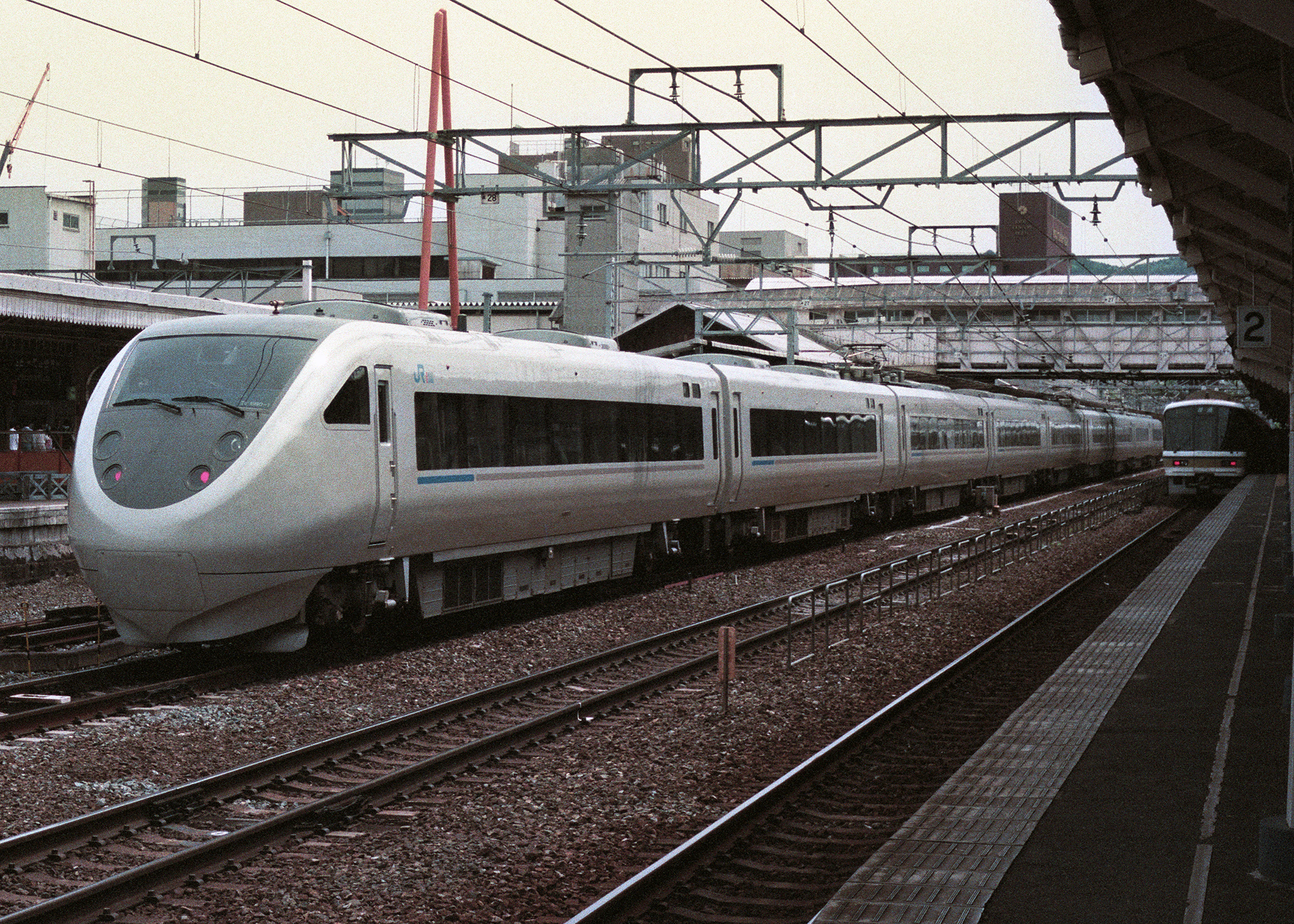
先行試作車 クハ681-1 （1993年 京都駅)

### 走行装置（先行試作車）
M車（電動車）にVVVFインバータ、Tp車（付随車） に集電装置・変圧器・整流器といった交流機器、T車（付随車）に空気圧縮機・補助電源装置といった補機類を分散搭載した M - Tp - T の3両1ユニット構成とした。そして、編成全体でのMT比を1M2Tとすることで編成の自由度を高めることを狙った。床下機器は機器間にふさぎ板を取り付けることで平滑化を推進し、着雪障害の防止を図っている。
在来線電車では、207系に次いで2例目となるVVVFインバータ制御の採用となった。VVVFインバータ（WPC3）はGTOサイリスタ素子を使用した PWM インバータである。冗長性の向上や軸単位での制御による細かな制御を狙い、インバータ1基で1台の主電動機を制御する 1C1M 制御方式が採用されている。1群ごとにインバータユニットは別箱に収納されており、枕木方向に機器を配置している点が特徴である。主電動機は、1時間定格出力190 kWのかご形三相誘導電動機 WMT101 を電動車両1両あたり4基搭載する。主整流器はサイリスタブリッジを2段直列接続方式とした WRS100 が使用される。なお、主電動機は後年683系と同じ1時間定格出力245 kWのWMT105に換装されている。
主変圧器は外鉄形密封方式の WTM25 を搭載する。485系に比べて大幅な軽量化を図り、定格容量は1,295 kVA、主回路用の二次巻線は1,150 kVA、補助電源回路用の三次巻線は145 kVAの定格容量を備える。
補助電源装置は、207系で実績のあるGTO二重チョッパ+パワートランジスタインバータで構成された静止形インバータ WSC22 （定格容量150 kVA）を採用する。交直流電車であることから、入力側の交流対応を行ったほか、保護回路動作時の自動リセットや運転台からの電源誘導を可能とした。空気圧縮機は、先頭車両（クロ681-1およびクハ680-1）往復単動2段式水平対向4気筒である WMH3096-WTC1500 が、中間車両（サハ681-1）には スクリュー式である WRC1600X が搭載されている。
デッドセクション通過時は運転席の交直切替スイッチを操作することで主回路が切り替わる。車内照明は直流電源方式で、デッドセクション通過時には蓄電池からの供給に切り替わるため、基本的に消灯しない。また、離線などでの静止形インバータ停止に備え、無停電電源装置を搭載する。
集電装置は下枠交差式パンタグラフ（WPS27C）が採用され、サハ680形後位寄りに1基搭載される。バネ上昇空気下降式で、微動すり板を採用することで離線の減少を図っている。

### 台車（先行試作車）
台車は、ボルスタレス台車 WDT300（電動車両）・WTR300（付随台車）で、車輪径は860 mm、軸距は2,100 mmである。軸箱支持方式は、JR西日本で初めてとなる軸梁式となり軸ダンパも装備されている。軽量化の観点から、台車枠横梁内部を空気ばねの補助空気室とし、軸受は複列円錐ころ軸受を採用する。160 km/h走行に対応するために基礎ブレーキ装置が強化されており、対向式油圧キャリパ式車輪ディスクブレーキによって車輪踏面への熱影響を防止し、踏面清掃装置によって粘着力の向上を図っている。牽引装置はZリンク式とし、高速走行時の安定性を確保するため、ヨーダンパとアンチローリング装置を採用する。歯車比は5.22である。

### 接客設備（先行試作車）
普通車の座席は2人掛けの回転リクライニングシートで、座席間隔は485系の910 mm より拡大した 970 mm である。グリーン車クロ681形の座席は1人掛けおよび2人掛けの回転リクライニングシートで、座席間隔は 1,160 mm である。客室天井は中央部と側部で高さを変え、段差部分に間接照明を設けた。
トイレ・洗面所は1両置きとし、偶数号車の前位に設置している。男子用小便器・洋式大便器・洗面所の他、6号車（サハ680-201）には身障者対応とし車椅子でも使用できるようにした。隣接する7号車（モハ681-201）後位寄りには車掌室を設けた。
空調機器は、低重心化の観点から圧縮機とエバポレーターを分離したセパレート方式の WAU302 が1両あたり2基搭載されている。冷房能力は1両あたり36,000 kcal/hである。

### 形式（先行試作車）
基本的に、客室+出入り台を備えた車両を0番台、便所・洗面所を備えた車両を100番台、その他設備を有している車両を200番台として車両番号を区分している。全て落成時の車両番号であり、量産化工事によって1000番台に改番されているため、量産車との番号の重複はない。

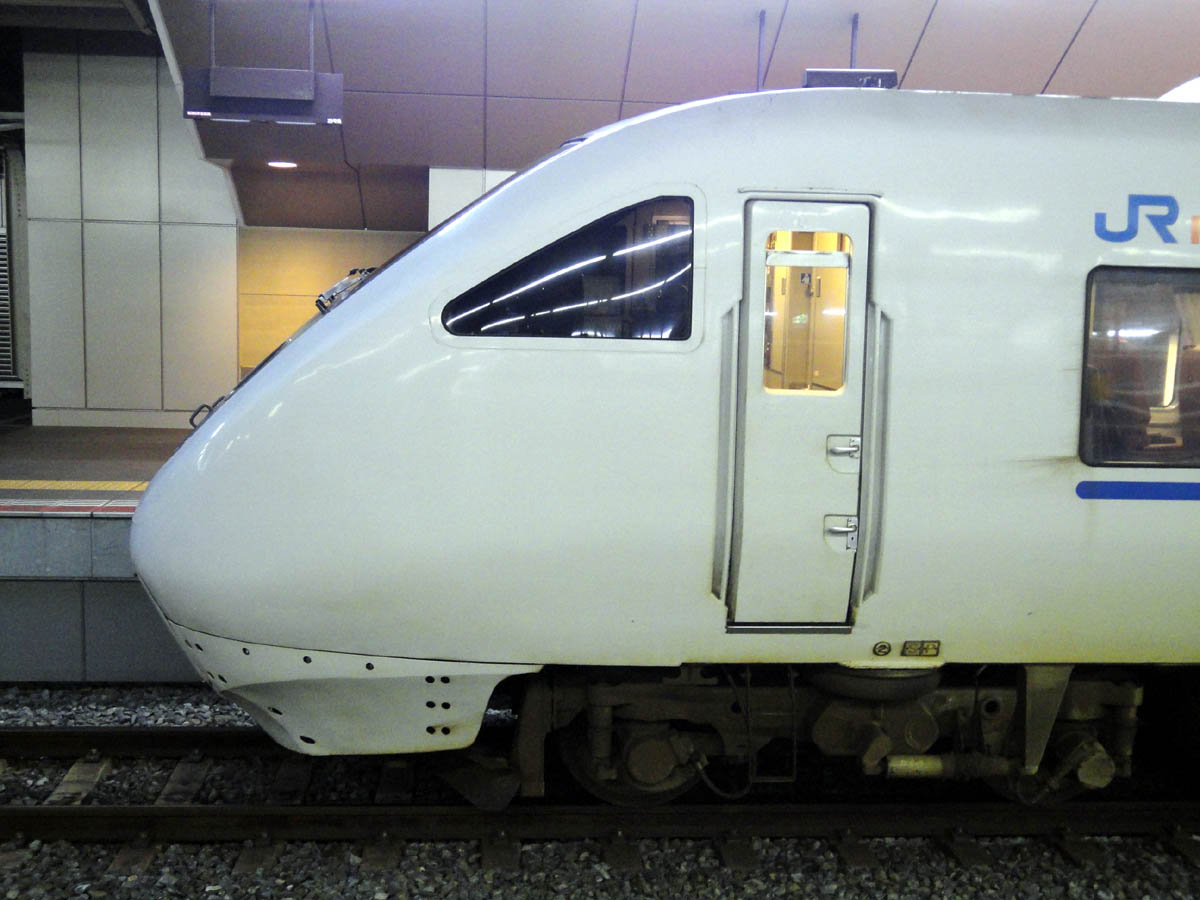
量産先行車クロ681形の側面
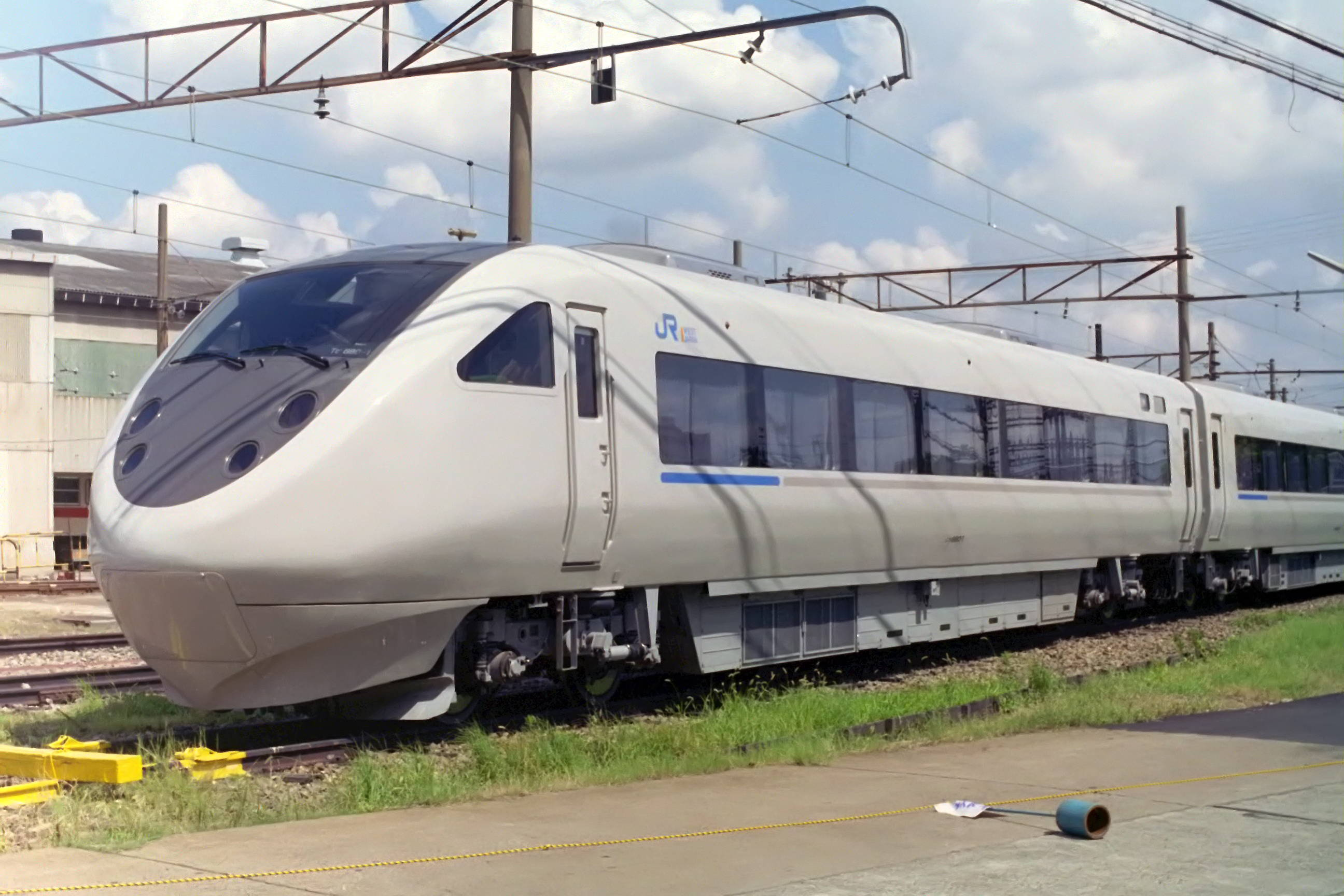
モハ681形
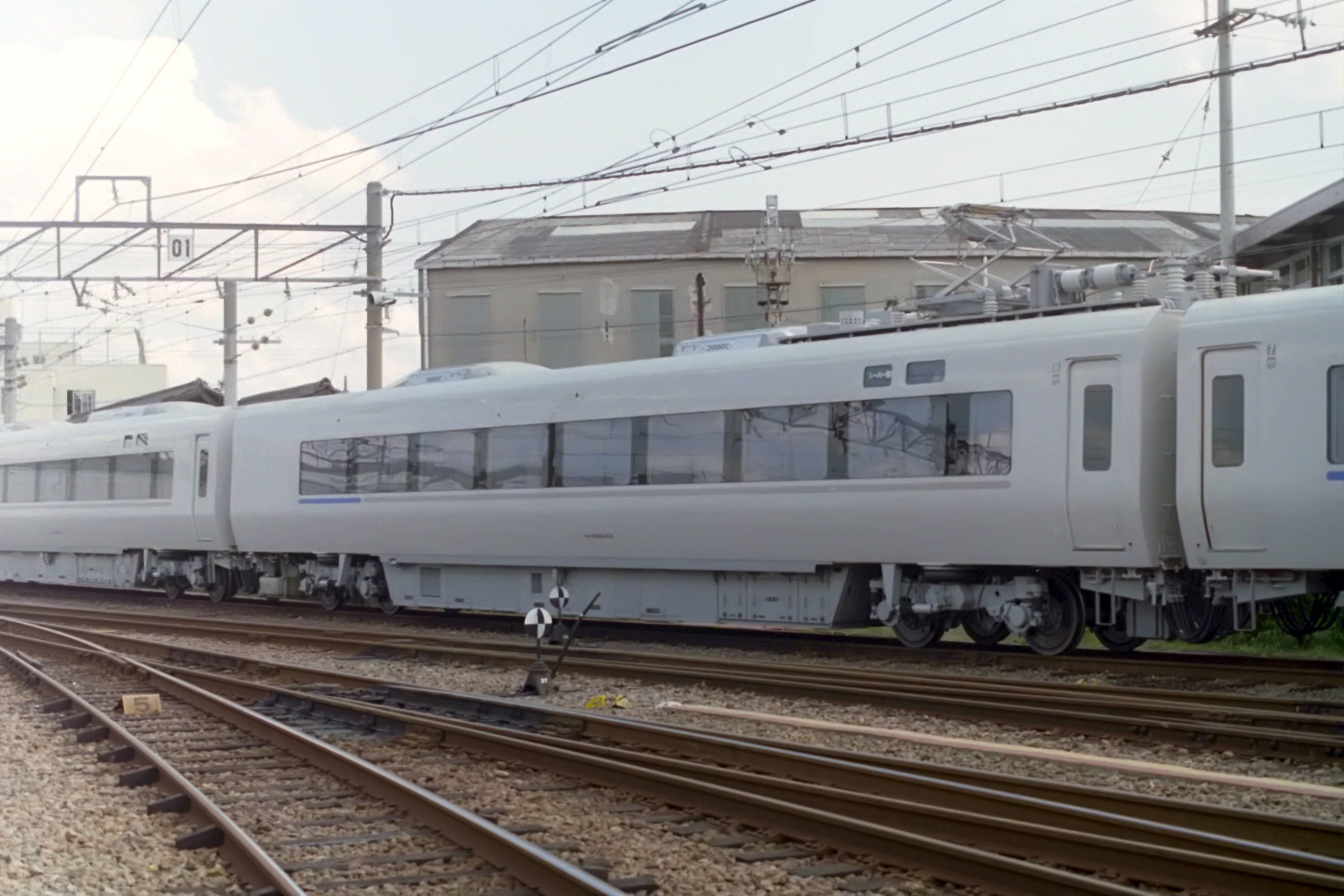
サハ680-101

編成の中間に組成される、運転台のない普通車である。VVVFインバータを搭載する。
1
定員は72名である。
101
車体前位にトイレ・洗面所・公衆電話を設け、定員は68名である。
201
車体後位に車掌室・業務用室を設け、定員は68名である。
- クロ681形

1
車体前位に運転台をもつグリーン車。定員は39名である。補助電源装置・空気圧縮機・蓄電池を搭載する。運転台側窓が三角形であることに加えて、スカート部分のボルト穴が特徴である。
- クハ680形

1
車体後位に運転台をもつ普通車。定員は64名である。補助電源装置・空気圧縮機・蓄電池を搭載する。こちらも運転台側窓が三角形なのが特徴である。
- サハ681形

編成の中間に組成される、運転台のない普通車である。補助電源装置・空気圧縮機・蓄電池を搭載する。
101
車体前位にトイレ・洗面所・自動販売機を設け、定員は68名である。
- サハ680形

編成の中間に組成される、運転台のない普通車である。主変圧器・主整流器を搭載する。
1
定員は72名である。
101
車体前位にトイレ・洗面所・公衆電話を設け、定員は68名である。
201
車体前位にトイレ・洗面所・多目的室・車椅子対応設備、後位にプチカフェテリア・公衆電話を設け、定員は46名である。
- 量産先行車クロ681形の側面
- クハ680-1
- サハ680-101

### 先行試作車の量産化統一工事

#### 量産車に合わせた方向転換
先行試作車は登場当初クロ681形を富山側に連結していたが、編成の向きと設備を量産車と統一させるために、鷹取工場・吹田工場・松任工場で改造工事を施工することになった。しかし、改造工事中の1995年1月17日の兵庫県南部地震（阪神・淡路大震災）で3両が被災した。
同年3月から改めて工事を施工したが、地震によって鷹取工場の事務所が倒壊し改造図面が紛失したため、設計担当者が現場作業者と一緒に改造を進めることとなった。また、電動車の主電動機が機器管理庫内の立体棚から落下して破損したため、量産車の予備の主電動機を制御器のプログラムを書換えの上使用することとなった。工事内容を以下に示す。
- クロ681-1（元9号車）は、出入口を移設の上、車体後位に洗面所・洋式便所を追加し、クロ681-1001として大阪側（1号車）に方向転換。
- モハ681-201（元7号車）は、方向転換の上、モハ681-1201として連結位置を3号車に変更。
- クハ680-1（元1号車）は、出入口を移設の上、車体前位に洗面所・小便器・洋式便所・自動販売機を追加し、クハ680-1001として富山側（9号車）に方向転換。
- サハ680-1（元3号車）およびモハ681-1（元5号車）は、方向転換の上、連結位置を7号車（サハ680-1001）、8号車（モハ681-1001）に変更。
- サハ680-101（元8号車）、サハ680-201（元6号車）、モハ681-101（元2号車）およびサハ681-101（元4号車）は、連結位置を2号車（サハ680-1101）、4号車（サハ680-1201）、5号車（モハ681-1101）、6号車（サハ681-1101）に変更。

改造と同時に原番号+1000として車両番号を変更した。塗色は0番台と同一のものに変更され、「Super Raicho THUNDERBIRD」のロゴステッカーが貼り付けられた。その後は9両固定編成として一部の「スーパー雷鳥（サンダーバード）」（のちに「サンダーバード」に統一）に対して限定運用されていた。

#### 6両+3両への分割
1995年（平成7年）の改造後も量産車と異なり9両貫通編成のままとされ、分割・併合のない一部列車に限定運用されていた。9両固定編成から量産車と同一の基本編成6両と付属編成3両にするとともに、車内設備を683系0番台にそろえるための車内設備統一工事、電動車の主電動機取り換えが行われ、一部車両では車両番号を変更した。吹田工場が担当し、2001年（平成13年）9月6日付で改造された。サハ681-1101、サハ680-1001の先頭車化改造工事は近畿車輛で施工され、2001年8月26日に同社を出場して吹田工場まで牽引回送された。
- モハ681-1201（3号車）は、業務用室および車掌室を撤去し、車体前位に出入口を追加してモハ681-1051に改番。
- サハ680-1201（4号車）は、プチカフェおよび電話室を撤去し、業務用室・車掌室・自動販売機・車内販売準備室を設置してサハ680-1301に改番。
- サハ681-1101（6号車）は、洗面所・小便器・洋式便所を撤去した車体前位寄りに貫通運転台を追加してクハ681-1501に改名。
- サハ680-1001（7号車）は、車体前位に貫通運転台を、後位に洗面所・小便器・洋式便所・公衆電話を追加してクハ680-1501に改名。
- モハ681-1001（8号車）は、車体前位の出入口を撤去し、自動販売機を設置してモハ681-1301に改番。
- クハ680-1001（9号車）は、洗面所・洋式便所・自動販売機を撤去し、車いす対応設備（座席・便所）を追加してクハ680-1201に改番。

## 量産車
主に新造時について詳述する。改造などによる変更点は改造の節で詳述する。
量産車は1995年（平成7年）- 1997年（平成9年）に93両が製作された。JR西日本が発注した0番台（75両）および北越急行が発注した2000番台（18両）が該当する。

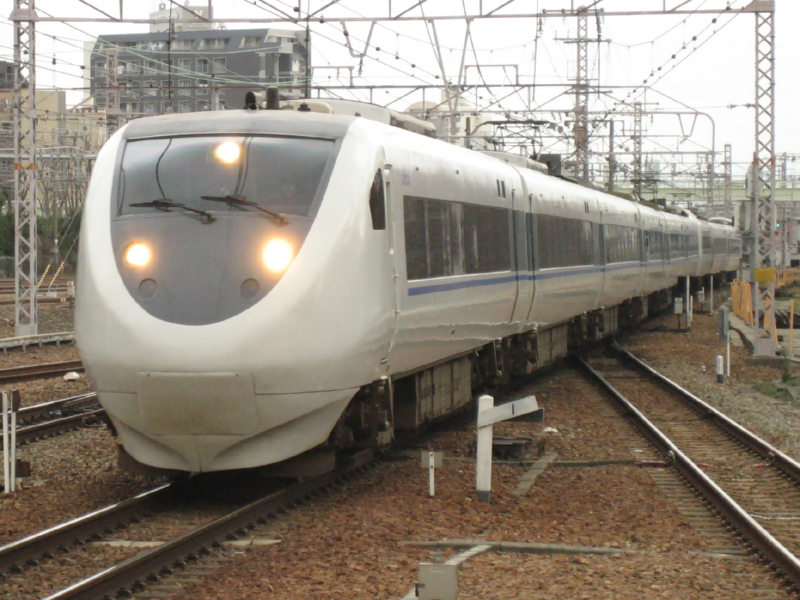
T編成による「サンダーバード」
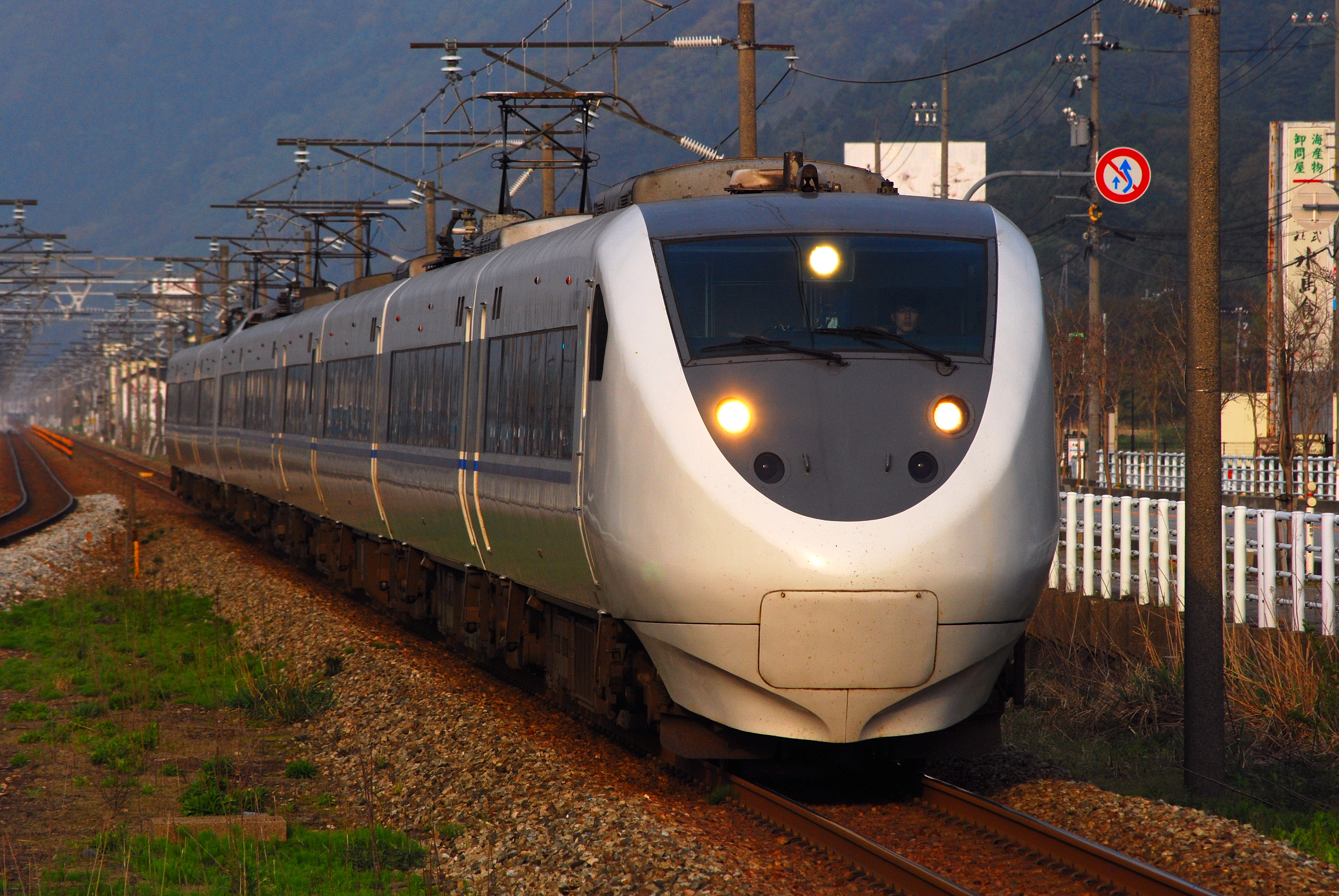
W編成による「はくたか」
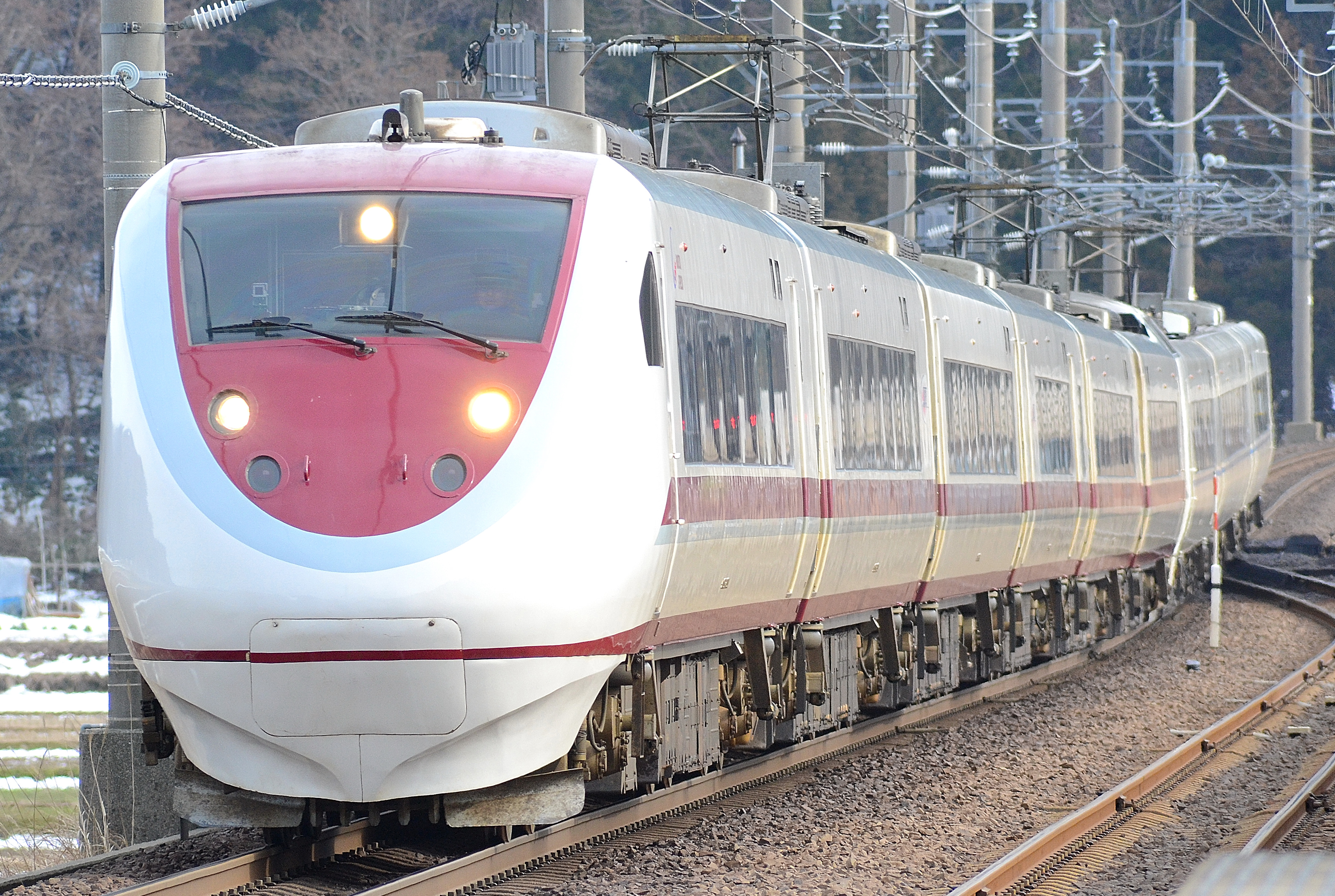
北越急行時代の2000番台「Snow Rabbit Express」 （2015年2月 くびき駅）

### 車体（量産車）
車体断面形状などの外観は基本的に先行試作車に準じたものとなるが、非貫通運転台側窓が三角形から前方へ伸びる部分を切り落としたような形の台形に近い四角形に変更されている。
また、大阪駅 - 富山駅間で運行される「スーパー雷鳥」のうち3往復を金沢で分割併合し、基本編成（6両編成）が七尾線に乗り入れすることとなったため、基本編成（6両編成）にグリーン車が連結されるよう、クロ681形の連結位置を富山寄りから大阪寄りに変更した。また、6両+3両への編成分割および併合時の通り抜けができるよう、貫通型運転台を備える車両も落成した。貫通型前頭部は美観確保の観点から幌を収納式とし、幌内側には化粧板を備えて防音性を確保している。
0番台の車体色は■グレー・■ブルー・□ホワイトで、「サンダーバード」編成には「THUNDERBIRD」（2001年までは「Super Raicho THUNDERBIRD」）、「はくたか」編成には「Hakutaka WHITE WING」のロゴステッカーを貼付している。2000番台は、北越急行の独自性を表すために0番台と異なった車体色が採用され、□フロスティホワイトをベースに■クリムゾンレッドと■アクアブルーの帯を配し、Snow Rabbit Expressのロゴステッカーが貼り付けられている。また、乗務員室後部の「JR WEST JAPAN」ロゴの部分は北越急行所属車では「HOKUETSU EXPRESS」となっている。2015年（平成27年）3月14日ダイヤ改正で「はくたか」編成を中心に「しらさぎ」に転用されたが、その編成は側面に■オレンジと■ブルーの細帯が配されている。ただし、「SHIRASAGI」のロゴステッカーは貼付していない。
各乗降扉の横には、LED式の号車番号表示と座席種別表示器が設置されている。

### 走行装置（量産車）
機器の小型化など技術進歩により、M - Tp の2両1ユニットと、動力関係機器の搭載のない純然たる付随車に改め編成の自由度を大きくした。これにより、M車は直流電車と機器の共通化が容易となるとともに重量物を集中配置して粘着性能を確保している。Tp車には交直流機器を配置し、保守上も特高圧機器と高低圧機器の混在によるトラブル防止のメリットがある。それに加えて、ユニットを組まない付随車 (T) を組み込むことで編成を構成している。
主変圧器は強制風冷式である WTM26 を採用する。80 km/h以上での走行性能向上に伴い、先行試作車と比べて定格容量が1,400 kVAに増強されている。
主整流器はサイリスタ位相制御コンバータ WRS103 が使用され、VVVFインバータはGTOサイリスタ素子を使用した PWM インバータ WPC6 である。インバータ1基で1台のかご形三相誘導電動機を制御する 1C1M 制御方式が採用されており、同時期に落成した223系0番台などに倣って、保守点検の容易化および操作性向上の観点から1車分4群のインバータ装置を1箱に集約する。
補助電源装置は、GTO二重チョッパ+IGBT3レベルインバータで構成された静止形インバータ WSC33（定格容量150 kVA）を採用する。低騒音化、メンテナンスフリー化を図るとともに、インバータ素子をパワートランジスタ（先行試作車）から変更することで定格容量に変化はないが、制御応答性を向上させた。空気圧縮機は、往復単動2段式水平対向4気筒である WMH3096-WTC1500 を搭載する。
集電装置は、先行試作車と同じく下枠交差式パンタグラフ WPS27C が採用されているが、搭載位置はサハ680形・クハ680形前位寄りに変更されている。
主電動機は、高速領域での性能向上のために容量をアップした、1時間定格容量220 kWのかご型三相誘導電動機 WMT103 を電動車両1両あたり4基搭載する。
台車の基本的構造は先行試作車に準じるが、牽引装置を一本リンク式に変更している。また、付随台車（WTR300）の基礎ブレーキ装置を高速化対応の観点から1軸2枚のディスクブレーキ+踏面ブレーキとした。

### その他装備
連結器は、中間連結部は半永久連結器を、先頭車両前頭部は密着連結器を使用する。非貫通型の場合は非常時のみ使用することから格納式とし、貫通型は増解結作業の容易化のために、電気連結器・自動解結装置付き密着連結器とした。
保安装置は、新製当初はATS-SWのみを搭載し、ATS-Pは車上装置など（ATS-P2）を搭載した準備工事状態であった。

#### 「はくたか」向け設備
ほくほく線での160 km/h走行に対応した編成を識別するため、「はくたか」用編成にはトランスポンダを搭載することで高速進行現示（GG信号）ができるようになっている。
また、ほくほく線内における単線のトンネルを高速で通過する際に発生するいわゆる「耳ツン」状態を防止するために気密性を高くする工事が施工されている。

### 接客設備（量産車）
トイレ・洗面所は増設され、3両に2両の割合（編成中の付随車）となった。そのうち編成中の1か所は車椅子に対応したものである。客室両端には、8色プラズマディスプレイ式の車内案内表示装置が設置されている（のちに683系0番台と同様の3色LEDに交換されている）。
普通車の座席は通路を挟んで横2列+2列で配置されており、肘掛内蔵テーブルや、シートバックテーブルが備えられたリクライニングシートである。シートピッチは970 mmで、座席モケットの色は、奇数号車はサーモンピンク、偶数号車はグレーブルーと分けられている。
グリーン車の座席は通路を挟んで横2列+1列でリクライニングシートが配置されている。シートピッチは1,160 mmで、肘掛内蔵テーブルやフットレストが備えられている。
空調機器は、集中式の WAU704 1基搭載を基本としているが、ユニットを組まずに交流関係の機器を搭載しない車両（クロ681形・クハ681形・サハ681形）には圧縮機とエバポレーターを分離したセパレート方式の WAU303 が2基搭載されている。なお冷房能力は1両あたり36,000 kcal/hと共通である。

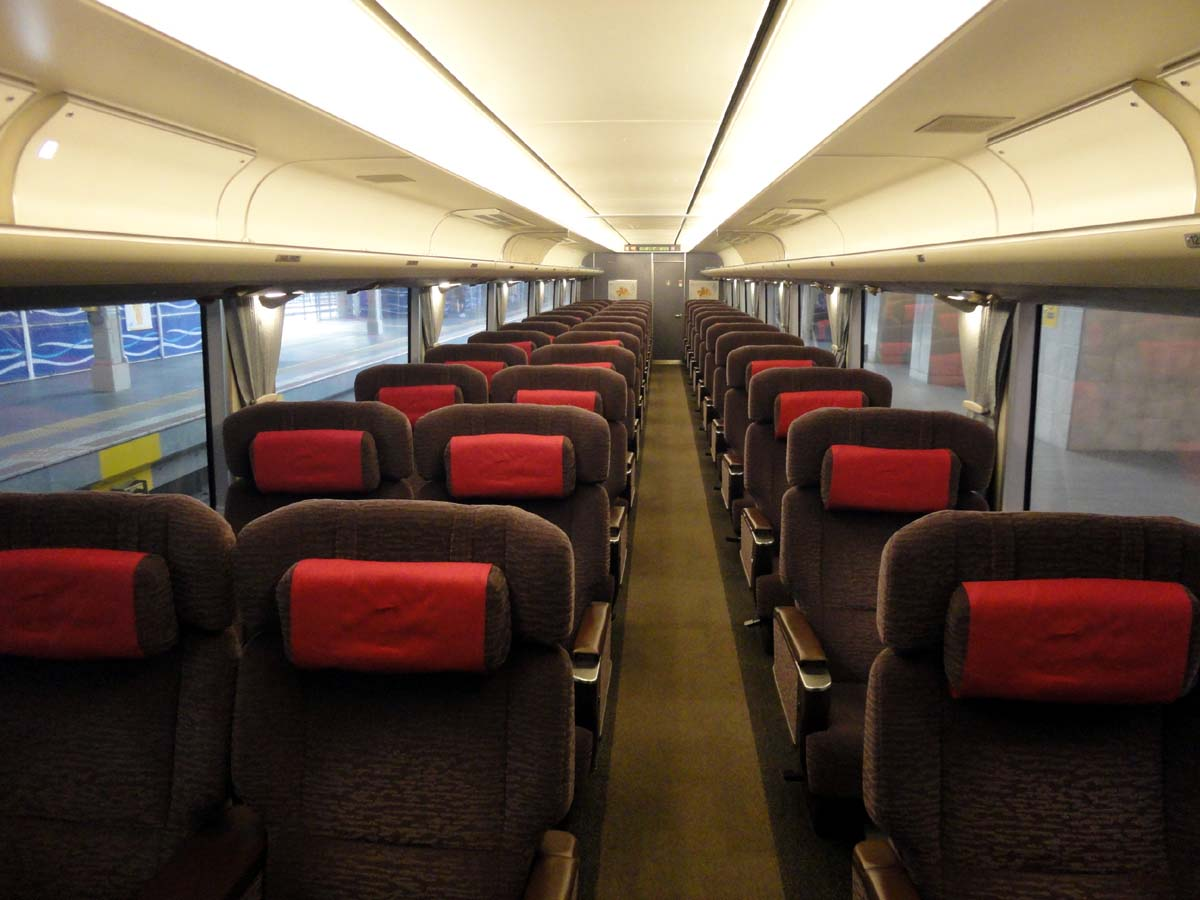
グリーン車の車内
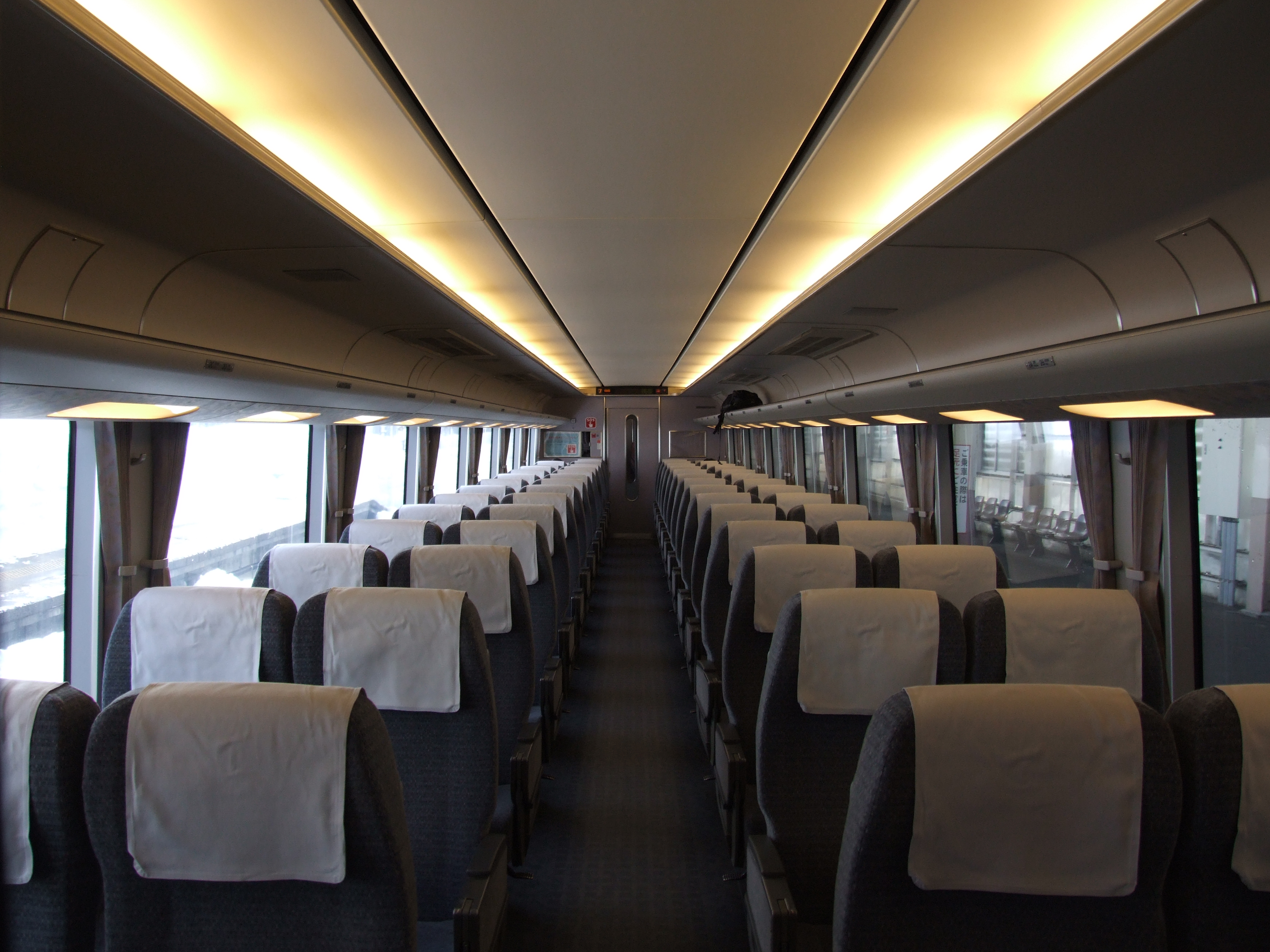
0番台の普通車の車内（奇数号車）
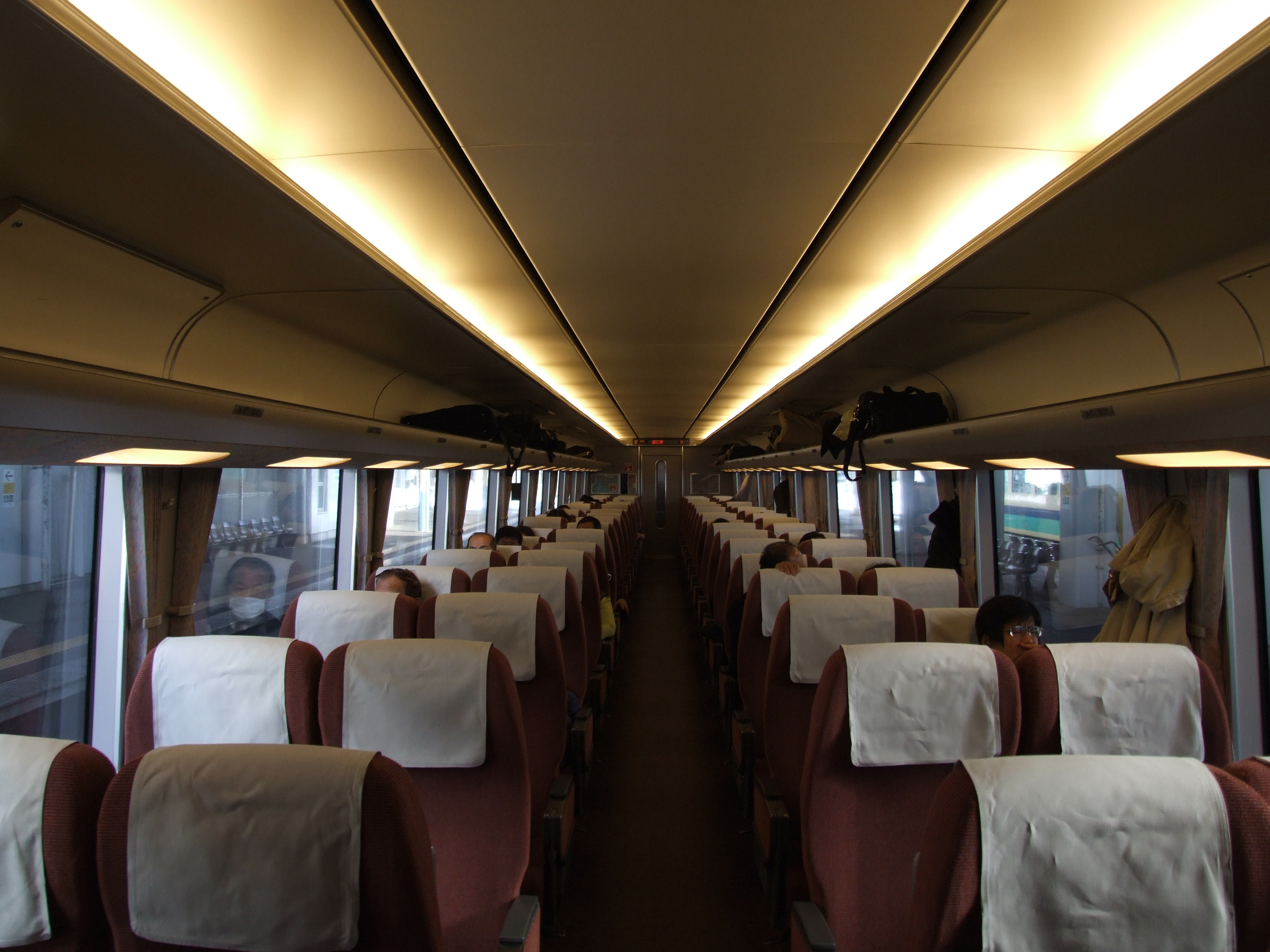
0番台の普通車の車内（偶数号車）
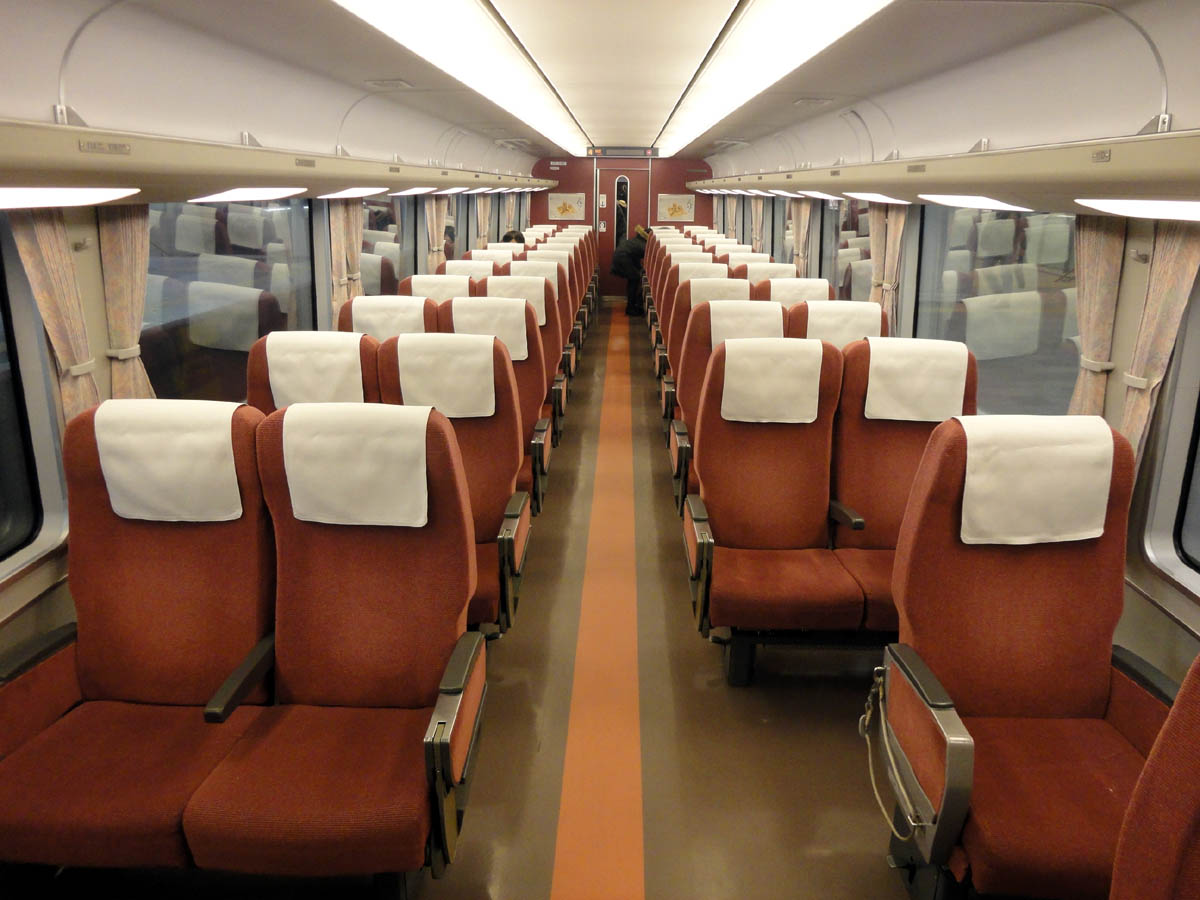
1000番台の普通車の車内

### 形式（量産車）

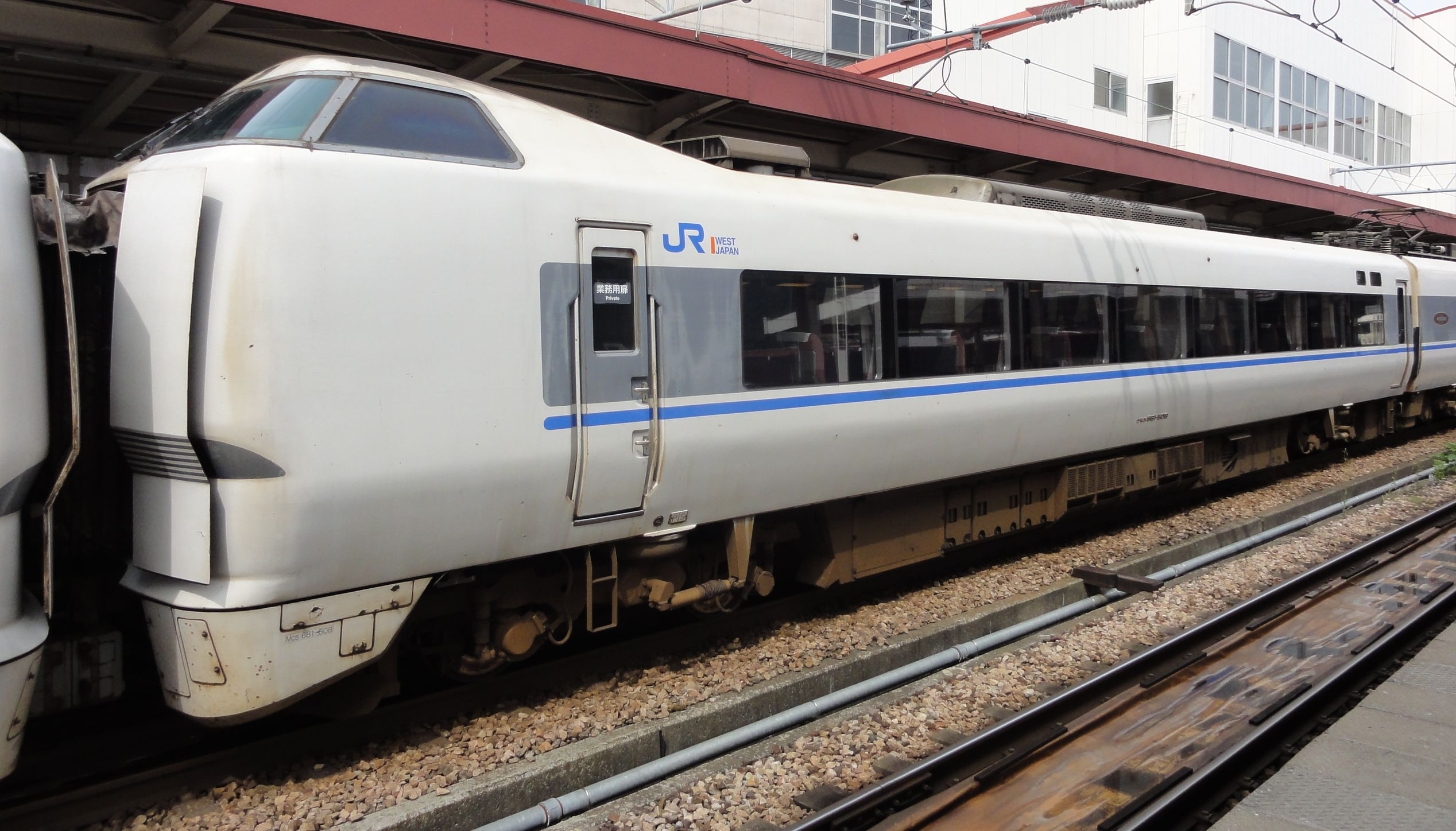
クモハ681形（Mc）
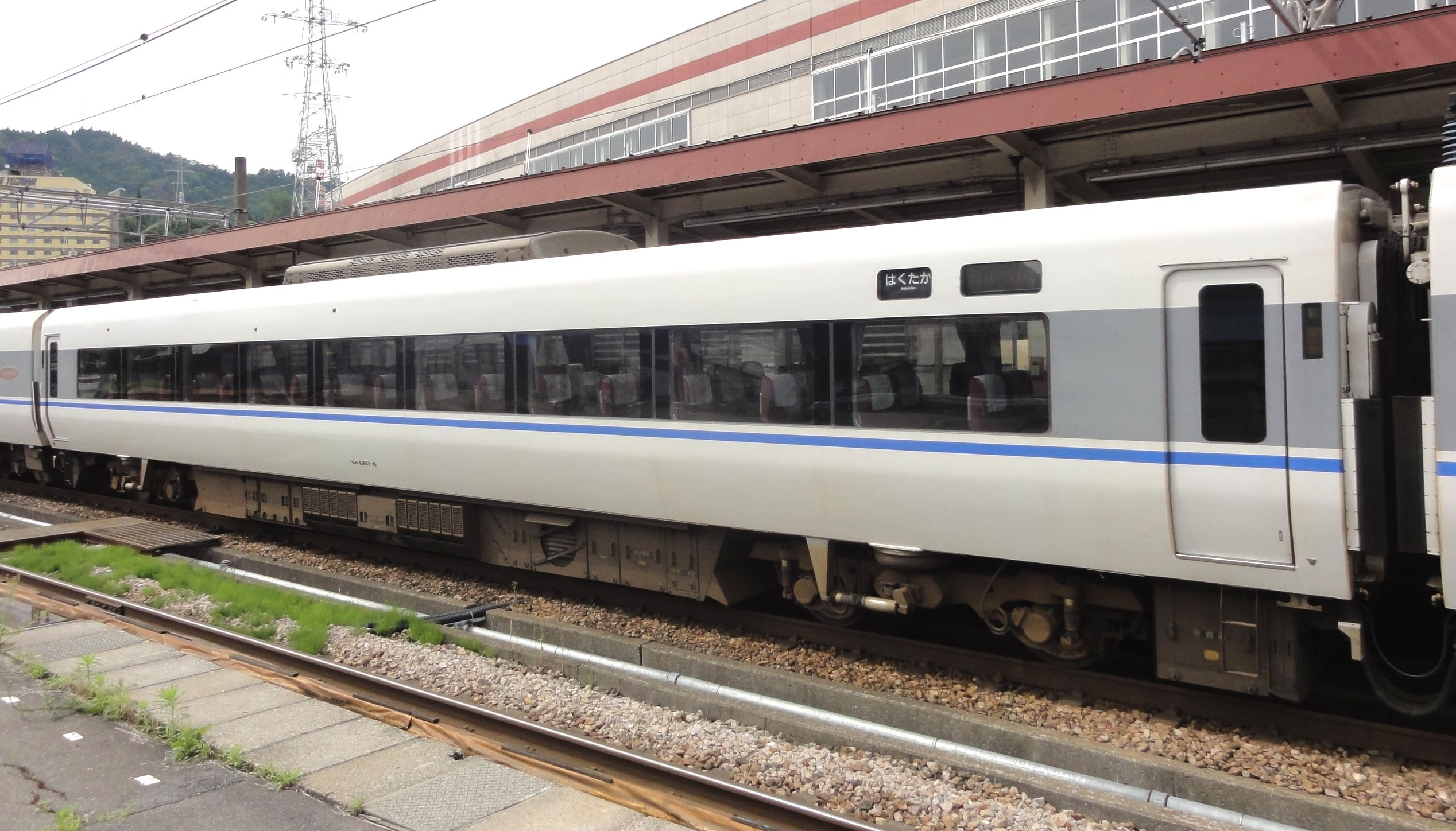
モハ681形 （モハ681-4）
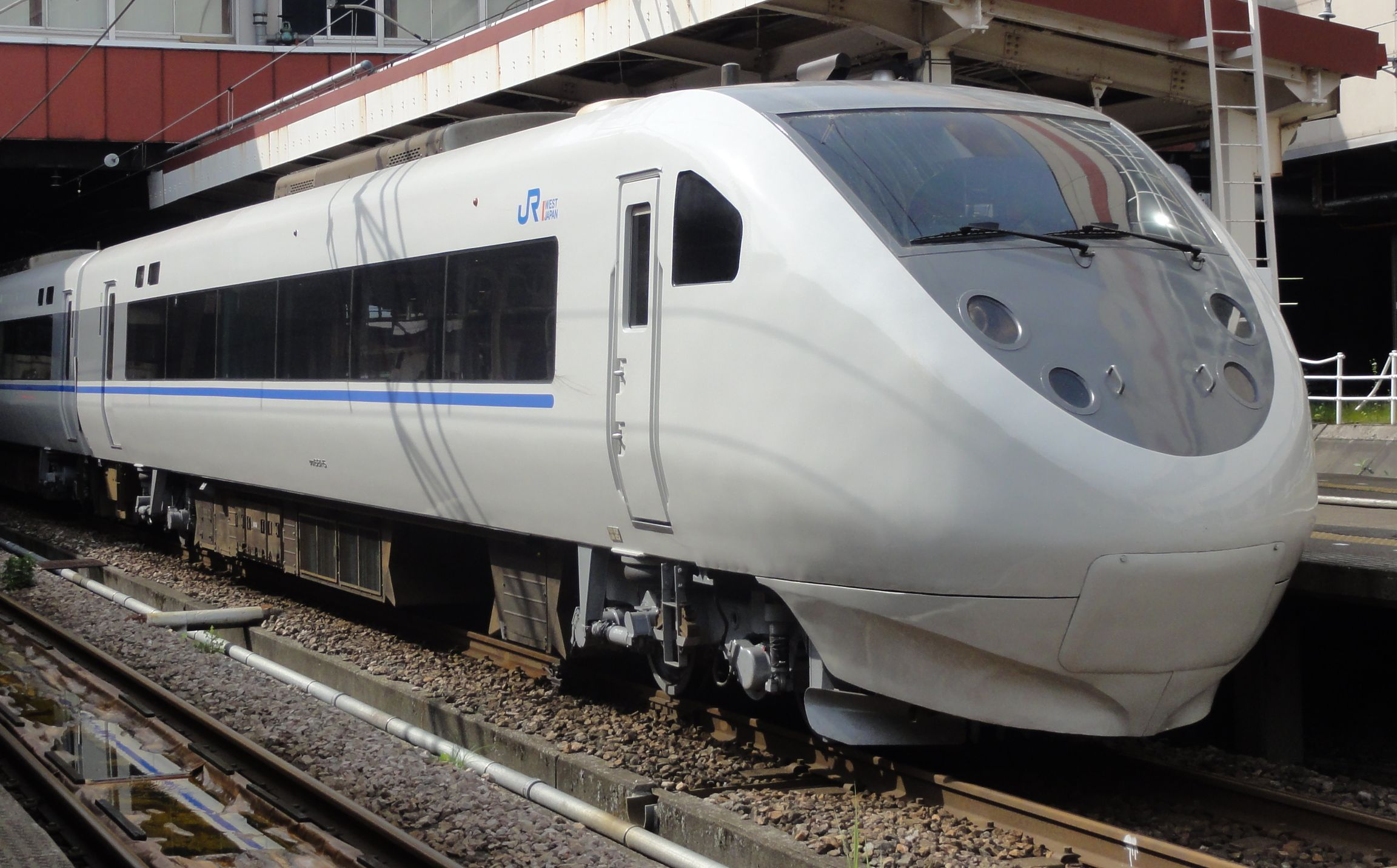
クロ681形 （クロ681-5）
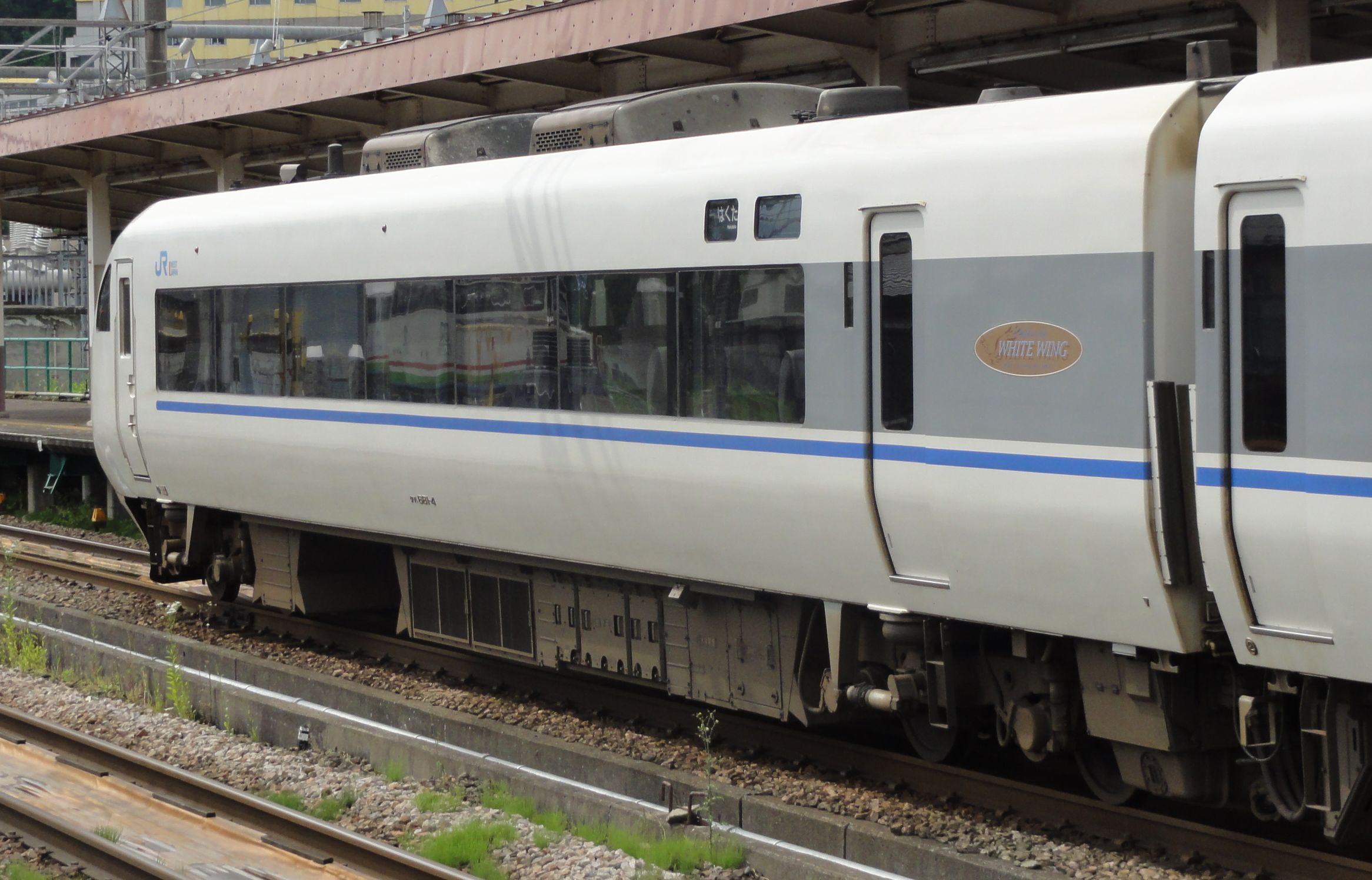
クハ681形 （クハ681-4）
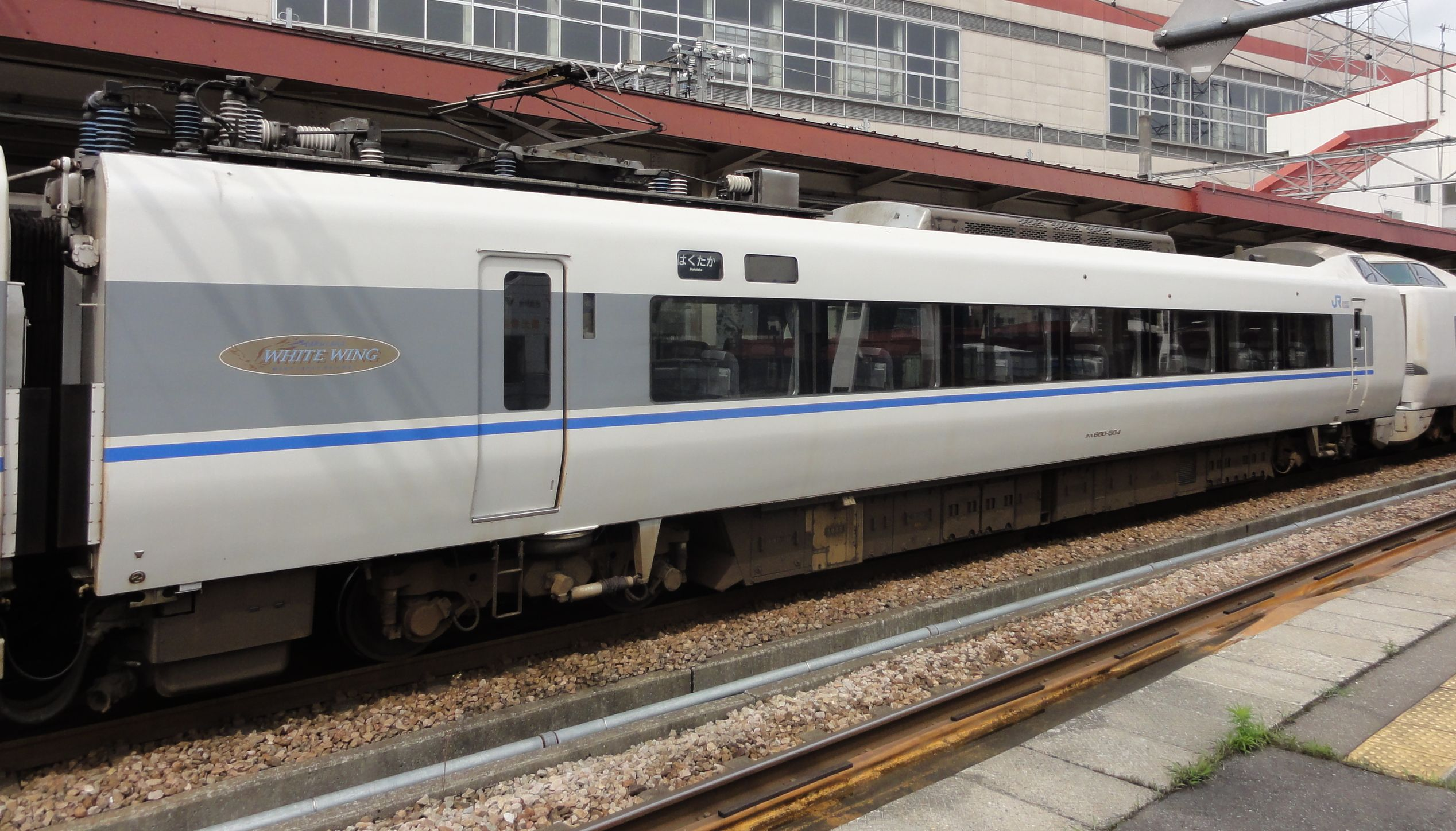
クハ680形 （クハ680-504）
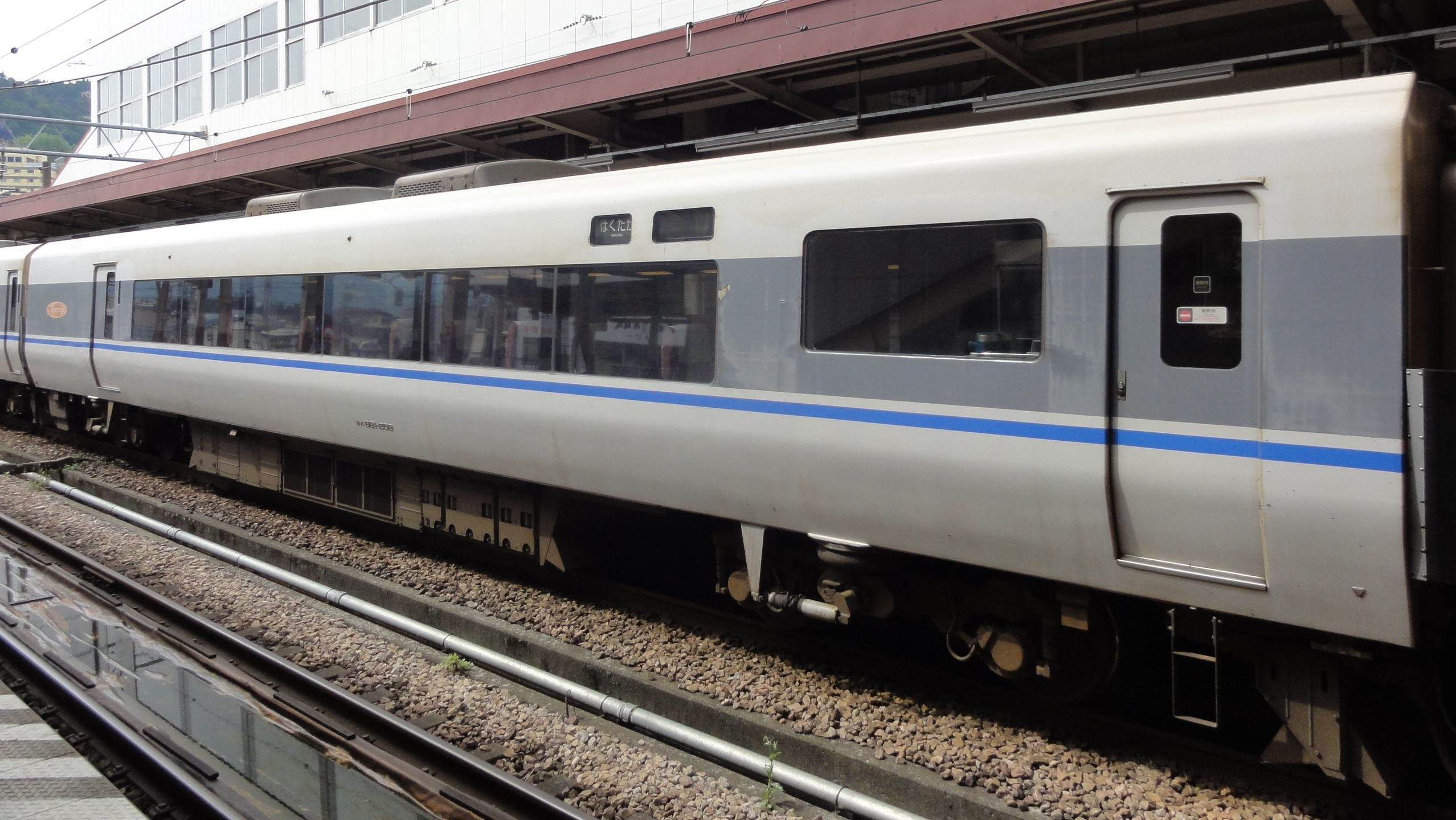
サハ681形 （サハ681-208）
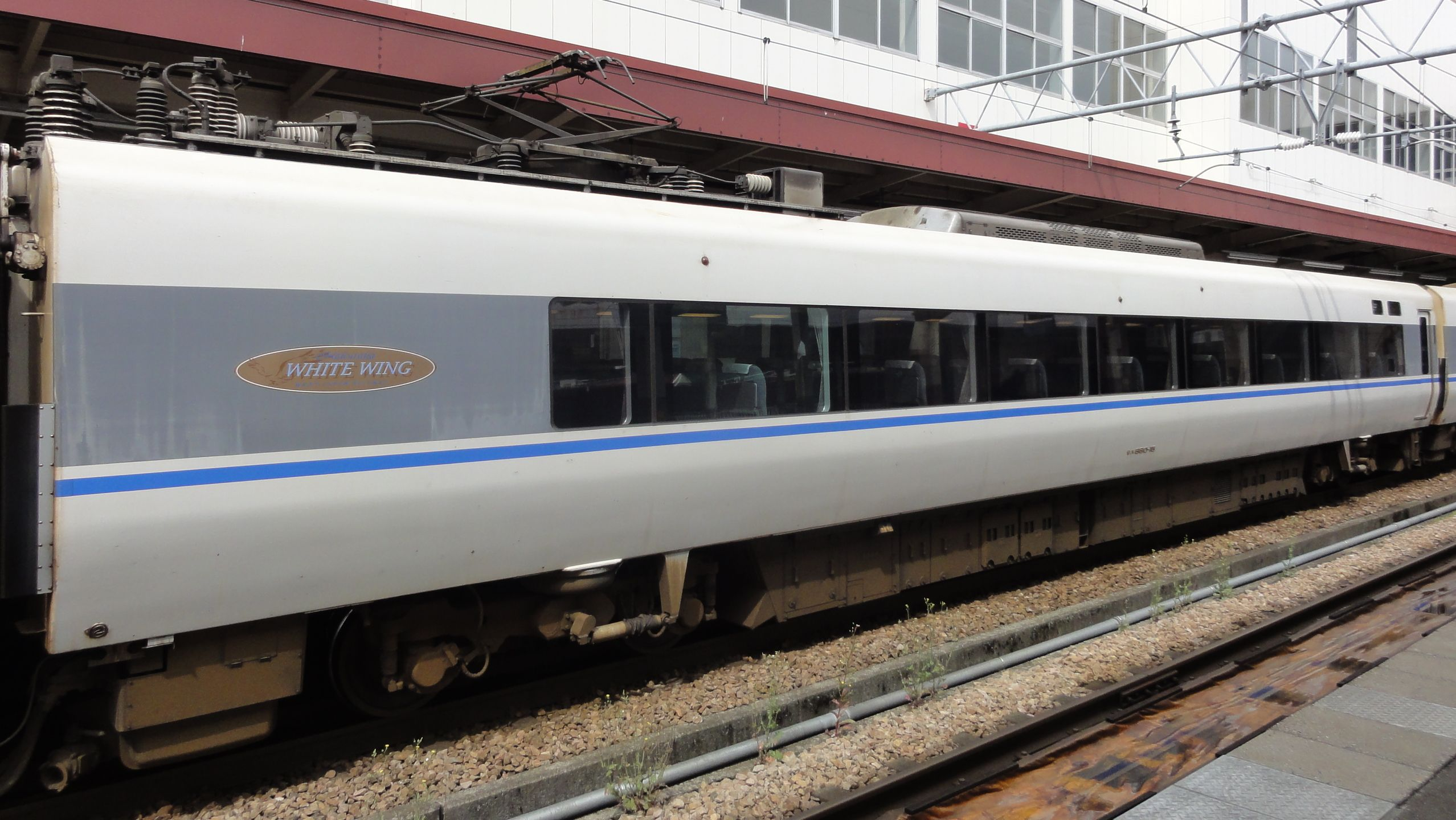
サハ680形 （サハ680-5）

501 - 508・2501・2502
車体前位に運転台をもつ普通車で、定員は64名である。VVVFインバータ・補助電源装置・空気圧縮機を搭載する。連結時に行き来ができるよう、貫通扉を設ける。
- モハ681形（M, M2）

編成の中間に組成される、運転台のない普通車である。VVVFインバータ・補助電源装置・空気圧縮機を搭載する。
1 - 9・2001・2002
定員は72名である。
201 - 208・2201・2202
車体前位に車掌室・業務用室を設け、定員は68名である。
- クロ681形（Tsc）

1 - 8・2001・2002
車体後位に運転台をもつグリーン車で、前位にトイレ・洗面所を設ける。定員は36名である。
先行試作車とは運転台の向きが変わるとともに、運転台側窓が四角形に変更されている。
- クハ681形（Tc）

1 - 9・2001・2002
車体前位に運転台をもつ普通車。定員は56名である。運転台側窓が三角形なのが特徴である。
- クハ680形（Tpc'）

501 - 509・2501・2502
車体後位に運転台をもつ普通車。定員は56名である。主変圧器・主整流器・集電装置を搭載する。車体前位にトイレ・洗面所・公衆電話を設け、連結時に行き来ができるよう、貫通扉を設ける。
- サハ681形（T2）

201 - 208・2201・2202
編成の中間に組成される、運転台のない普通車である。車体前位にトイレ・洗面所・多目的室・車いす対応設備、後位にプチカフェ・公衆電話を設け、定員は46名である。
- サハ680形（Tp）

1 - 16・2001 - 2004
編成の中間に組成される、運転台のない普通車である。主変圧器・主整流器・集電装置を搭載する。車体前位にトイレ・洗面所・公衆電話を設け、定員は64名である。
- クモハ681形
（クモハ681-508）
- モハ681形
（モハ681-4）
- クロ681形
（クロ681-5）
- クハ681形
（クハ681-4）
- クハ680形
（クハ680-504）
- サハ681形
（サハ681-208）
- サハ680形
（サハ680-5）

## 改造
この項では量産車の改造内容について記述する。先行試作車の改造内容については先行試作車の項を参照。

### 車内設備統一工事
2002年（平成14年）12月から2004年（平成16年）7月にかけて、当時金沢総合車両所に所属していた「サンダーバード」用車両39両（T01 - T03・T06・T11 - T13・T15・T17編成）に対して、683系との車内設備統一を図る目的で改造が施工された。
- 3号車と8号車の入れ替え（座席モケットの色も変更） - 当初は3号車富山・和倉温泉側と4号車大阪側に乗降扉がなく、下車・乗車遅れが発生する恐れがあった[36]。
  - 3号車を8号車へ組成位置を変更すると同時に、車掌室を撤去し自動販売機と座席を1列増設。
- 4号車の売店（プチカフェテリア）を撤去し自動販売機・車内販売準備室を設置、車掌室を3号車から移動。
- 9号車のバリアフリー対応化 - 客用ドアを広幅化、車椅子対応トイレを設置、座席を2席分撤去し車椅子対応化。
- グリーン車の液晶テレビを撤去。

この改造により、新たに以下の番台区分の車両が発生した。
- モハ681形300番台（M）

クハ680形もしくはサハ680形とペアを組んで使用されている。種車はモハ681形0・200番台で、0番台は後位出入口を撤去して自動販売機が設置された。200番台は車掌室を撤去し自動販売機と座席が1列増設された。
- モハ681-201 - 203・206・7 → モハ681-301 - 303・306・307

クハ681形200番台 (Tc)
種車はクハ681形0番台で、車椅子対応設備・車椅子対応トイレが設置された。
- クハ681-1 - 3・5・7 → クハ681-201 - 203・205・207

- サハ681形300番台 (T)

種車はサハ681形200番台で、売店を撤去し、自動販売機・車内販売準備室・車掌室が設置された。
- サハ681-201 - 203・206 → サハ681-301 - 303・306

| 改造前 | クロ681 -0 | サハ680 -0 | モハ681 -200 | サハ681 -200 | サハ680 -0 | クモハ681 -500 |
| 改造後 | クロ681 -0 | サハ680 -0 | モハ681 -0   | サハ681 -300 | サハ680 -0 | クモハ681 -500 |

| 改造前 | クハ680 -500 | モハ681 -0   | クハ681 -0   |
| 改造後 | クハ680 -500 | モハ681 -300 | クハ681 -200 |

- T06・T17編成は、後に「はくたか」に転用された際に再び3号車と8号車が入れ替わっており、同編成から転用された現W05・W15編成は他の「はくたか」用W編成と設備が一部異なっている。
- 2014年（平成26年）10月ごろから「はくたか」用編成についても3号車と8号車の入替が始まっている[36]。
- 2015年（平成27年）3月から2017年（平成29年）9月ごろにかけて「しらさぎ」用付属編成のモハ681-200、2200番台の車掌室用の窓を埋める工事が施工された。この改造に伴う座席数の変更や改番などはない。

### リフレッシュ工事
2015年（平成27年）1月28日に、681・683系の一部車両に対してリフレッシュ工事が行われることがJR西日本より発表された。本系列においては、金沢総合車両所運用検修センター所属T11・T14編成（後の京都V13・V14編成）、吹田総合車両所京都支所所属V11編成にリフレッシュ工事が施工されている。
リフレッシュ内容は以下の通り。
車両外観
- 従来のホワイトボディとブルーのラインを基調に、大きな窓をさらに強調するような塗装に変更される。車体側面にあるサンダーバードのシンボルマークは、北陸新幹線にも使用されている銅色をデザインし、長く親しまれている「サンダーバード」らしさと新しさを表現したデザインに変更される。

車内設備
- 普通車の座席をブルーを基調とした683系4000番台のデザインに統一される。
- コンセントが全ての編成の普通車客室出入口付近の席に整備される。
- バリアフリー対応のトイレにJR西日本の在来線車両としては初めて温水洗浄機能付き暖房便座が導入され、グリーン車以外のトイレにも全て暖房便座が整備される。

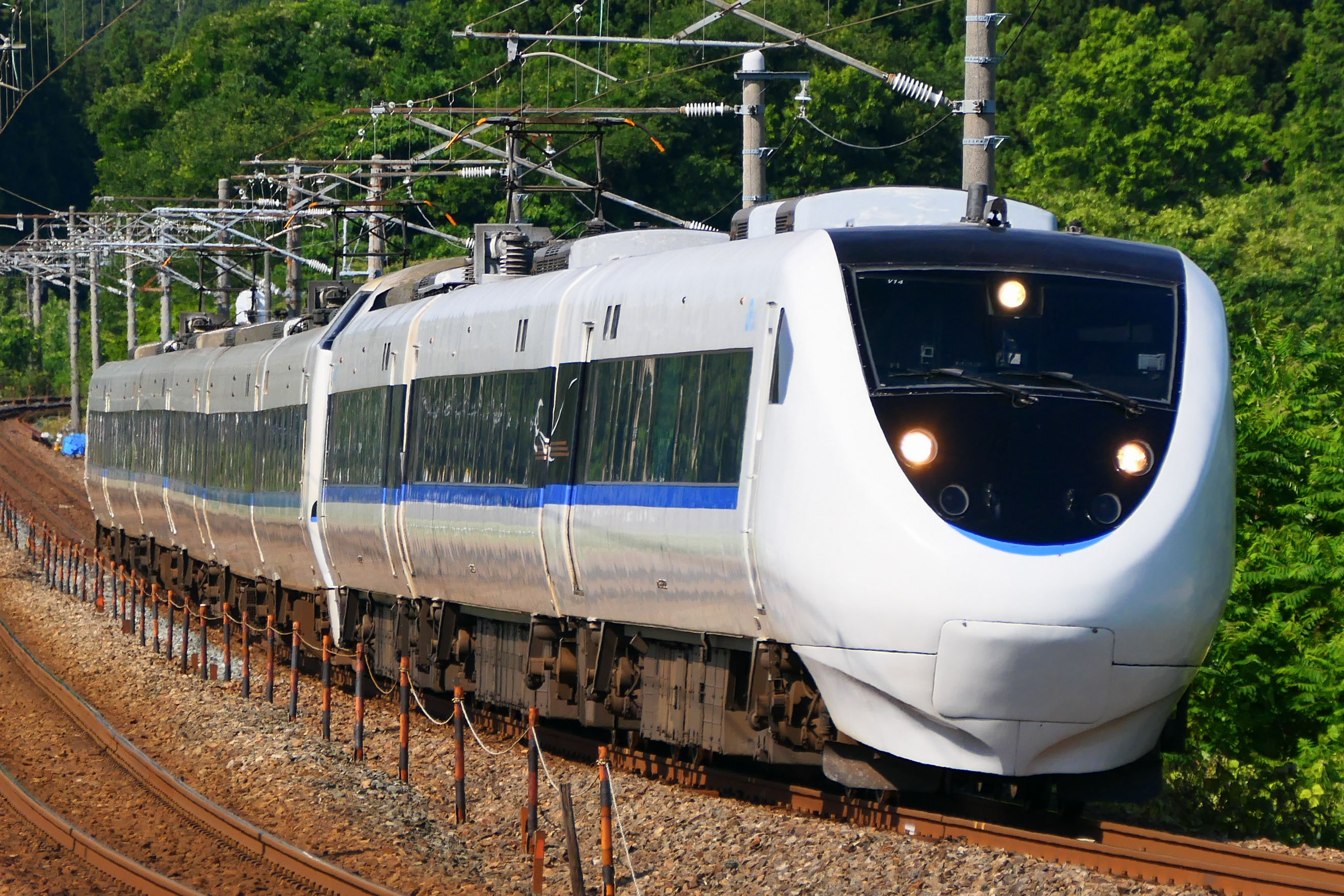
681系リフレッシュ更新車
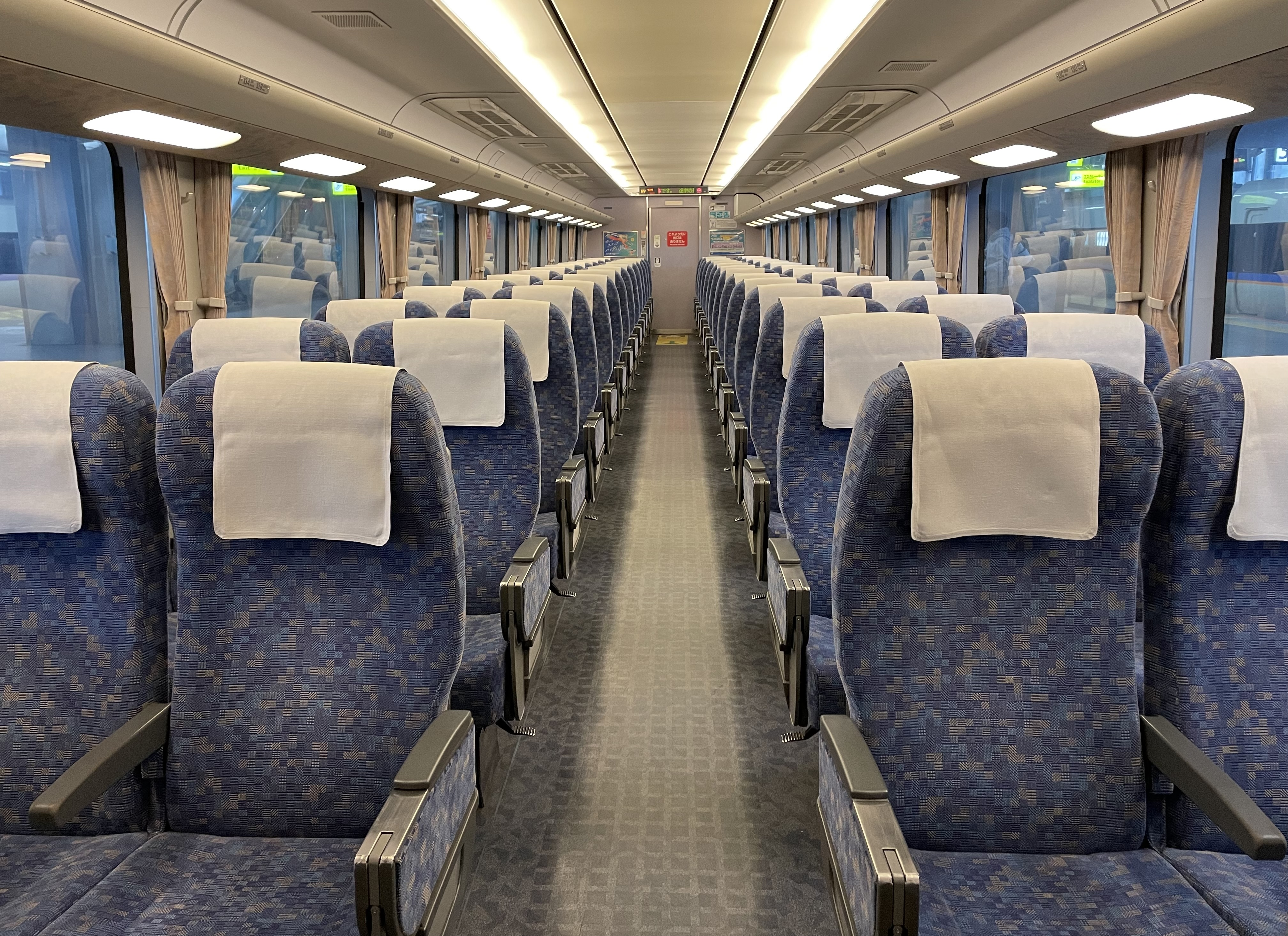
リフレッシュ更新後の普通車

## 最高速度向上試験
当系列は北越急行ほくほく線にて最高速度160 km/hの営業運転を実現しているが、JR西日本区間においても130 km/hを越える速度での営業運転に向けた速度向上試験が行われている。ただし2015年2月現在において、ほくほく線以外で当系列による130 km/hを超える速度での営業運転は実現していない。

### 160 km/h走行試験
踏切が介在しない湖西線および北陸トンネル内を対象とした160 km/h化を実現すべく、速度向上試験を重ねた。1992年（平成4年）10月から11月にかけては、主に当系列の基本性能確認を目的とし、湖西線と北陸トンネル内で160 km/h走行試験を実施している。この試験では160 km/h走行時の騒音・振動などの沿線環境、駅部におけるホーム風、軌道強度や架線性能、ATS-Pの応答性についても問題ないことを確認した。1997年（平成9年）から1998年（平成10年）にかけては、トンネル内と明かり区間におけるすれ違い時に車両が受ける影響を調査すべく試験を行った。試験条件は当系列9両編成（160 km/h走行）同士と、当系列6両編成（160 km/h走行）と207系（120 km/h走行・停車）、同じく113系（110 km/h走行・停車）である。いずれも湖西線のトンネル内と明かり区間において試験を行い、問題がないことが確認した。

### 140 km/h走行試験
踏切の介在する区間において140 km/h運転を実現すべく、ブレーキ性能の向上に取り組んだ。1997年（平成9年）から1998年（平成10年）にかけ湖西線で試験を実施し、当系列の試験車両6両編成は基礎ブレーキ装置のブレーキ力を30 %アップさせた上、鉄道総合技術研究所（鉄道総研）にて開発された新滑走制御方法を適用した。この試験では、湿潤条件においても非常制動距離600 m以内で余裕をもって停止できることが確認された。同時に、140 km/h走行時におけるATS-SWの応答性についても問題がないことを確認した。

## 車両配置と運用線区

### JR西日本

#### 金沢総合車両所

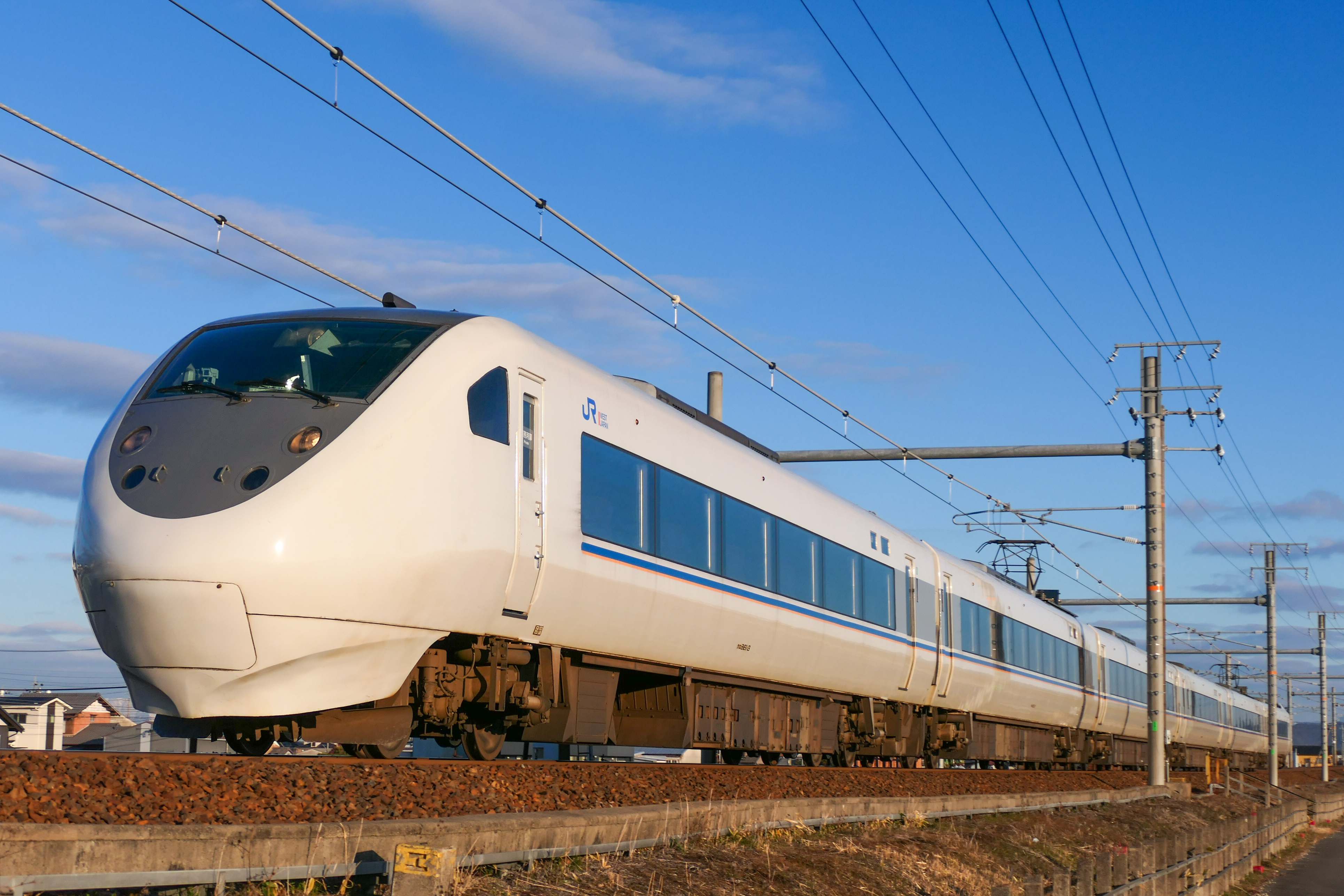
0番台W編成で運用される「しらさぎ」

2023年（令和5年）10月1日時点で、0番台6両編成×8本（W01 - W08編成）と3両編成×5本（W11 - W15編成）、2000番台6両編成×2本（N01・N02編成）と3両編成×2本（N11・N12編成）、の合計81両が配置されていた。
T編成は「サンダーバード」で運用される数少ない681系であり、683系R編成（R10 - R15編成）と共用で特急「サンダーバード」の増結用編成などとして運用されていた。
W編成と北越急行から移籍したN編成は特急「しらさぎ」16往復（名古屋駅・米原駅 - 金沢駅間）、特急「ダイナスター」1往復（福井駅 - 金沢駅間）、特急「おはようエクスプレス」（敦賀駅→金沢駅間）・特急「おやすみエクスプレス」（金沢駅→敦賀駅間）、特急「能登かがり火」4往復（金沢駅 - 和倉温泉駅間）と「ホームライナー大垣」2往復（名古屋駅 - 大垣駅間）で運用されていた。「しらさぎ」のうち、米原以北（北陸本線）で付属編成を連結した9両で運転されることもある。2015年（平成27年）3月14日ダイヤ改正以前は特急「はくたか」（福井駅・金沢駅・和倉温泉駅 - 越後湯沢駅間）および、特急「おはようエクスプレス」のうち泊駅 - 金沢駅間で運行する列車で運用されていた。
推移
1992年（平成4年）7月28日に落成した先行試作車は、金沢運転所に新製配置された。試験走行の後、同年12月26日の臨時「雷鳥」85・90号から運用を開始した。
1995年（平成7年）2月から3月には6両編成×6本（T01 - T06編成）、3両編成×7本（T11 - T17編成）の合計57両が落成し、4月1日に富山・金沢・福井の各駅において展示会を実施、4月2日には富山 - 敦賀間において試乗会を実施した後、1995年（平成7年）4月20日ダイヤ改正で「スーパー雷鳥（サンダーバード）」として運転を開始した。681系は先行試作車を含めて8往復に充当され、区間130 km/h運転の実施により、最速所要時間の短縮を図った。また、ダイヤ改正にあわせて同月25日から「スーパー雷鳥宇奈月」「スーパー雷鳥立山」として富山地方鉄道宇奈月温泉駅・立山駅まで付属編成が乗り入れを開始した。臨時列車としては、北陸本線・信越本線を経由する「スーパー雷鳥信越（サンダーバード）」が大阪駅 - 長野駅間1往復のほか、臨時「スーパー雷鳥（サンダーバード）」88号が大阪駅 → 神戸駅で延長運転された。
1997年（平成9年）3月22日ダイヤ改正では、列車名称を「サンダーバード」に改称した。運行本数は8往復で現状維持である。また、同日に開業した北越急行ほくほく線経由で特急「はくたか」が運転を開始し、停車駅の少ない速達列車を中心に最高速度140 km/h（青函トンネル区間と同じ）で運行を開始した。同列車に充当するために1997年2月から3月にかけて基本編成2本（W01・W02編成）、付属編成2本（W11・W12編成）の合計18両が新製配置された。なお、同日付の組織改正により、金沢運転所は松任工場と統合の上、金沢総合車両所となった。この新製配置をもって681系の増備は終了した。
1998年（平成10年）11月に行われた「はくたか」編成の要部検査において、140 km/h走行による車体へのストレスによる異常は見られなかったことから、12月8日ダイヤ改正ではほくほく線区間での「はくたか」の最高速度は150 km/hに向上した。
2001年（平成13年）3月3日ダイヤ改正では、「スーパー雷鳥」の廃止と「サンダーバード」の増発（15往復）が行われた。「サンダーバード」用の683系36両（6両編成×4本、3両編成×4本）が新製投入され、富山駅・和倉温泉駅発着列車の全てが「サンダーバード」となった。
「はくたか」に残る485系（JR西日本車）の置き換えは681系では行われず、683系の増備でもって行われることとなった。しかし、「はくたか」運用に683系を直接投入する手段はとられなかった。2001年（平成13年）12月から2002年（平成14年）2月にかけて「サンダーバード」用に683系18両（6両編成×2本、3両編成×2本）が増備された。それによって余った18両（T04・T05編成→W03・W04編成、T14・T16編成 → W13・W14編成）を「はくたか」に転用し、同列車で運用されていた金沢総合車両所の485系が置き換えられ、2002年（平成14年）3月22日ダイヤ改正以降、JR西日本が担当する「はくたか」運用は681系に統一された。この改正前に行われた「はくたか」編成の全般検査において車体に大きな異常がなかったことから、ほくほく線区間での「はくたか」の最高速度は160 km/hに向上し。
2009年（平成21年）2月から、「サンダーバード」用として683系4000番台が108両（9両編成×12本）新製配置された。これによって、2009年（平成21年）6月には9両（T06・T17編成 → W05・W15編成）が増発用として「はくたか」に転用され、同年7月から2011年3月にかけて36両（T07・T01 - T03編成 → W01・W11 - W13編成、T18・T15・T12・T13編成 → V01・V11 - V13編成）を京都総合運転所に転出させている。683系54両とともに485系「雷鳥」置き換えを名目としている。683系4000番台の増備に伴う転用によって徐々に運用を減らしていき、2010年3月13日ダイヤ改正以降では「サンダーバード」3往復で683系と共通運用されるまで縮小した。
2015年（平成27年）3月14日ダイヤ改正では、北陸新幹線金沢開業に伴い在来線特急「はくたか」と「サンダーバード」富山・魚津方面への乗り入れが廃止された。これによって、81両（6両編成×9本、3両編成×9本）が捻出されたことに加え、北越急行が所有する681系・683系27両（6両編成×3本、3両編成×3本）が譲渡された。捻出された108両のうち、90両（6両編成×11本、3両編成×8本）は「しらさぎ」に、9両（3両編成×3本）は「サンダーバード」増結用に、9両（6両編成1本、3両編成1本。ともに先行試作車）は予備とされた。ダイヤ改正前である同年2月から、塗装を「しらさぎ」色に変更した「はくたか」編成が登場している。
2024年（令和6年）3月16日の北陸新幹線敦賀延伸時に、全車吹田総合車両所京都支所に転属した。

#### 吹田総合車両所京都支所
2025年（令和7年）4月1日時点で、0番台6両編成×3本（W11・W12・W14編成）と3両編成×5本（V11・V13・V14・V41・V43編成）、2000番台6両編成×1本（W21編成）の合計39両が配置されている。
同所に所属の683系と共通運用で、特急「サンダーバード」（大阪駅 - 敦賀駅間）、特急「しらさぎ」（名古屋駅・米原駅 - 敦賀駅間）、特急「らくラクびわこ」1往復（大阪駅 - 米原駅間）、「ホームライナー大垣」2往復（名古屋駅 - 大垣駅間）で運用されている。
推移
金沢総合車両所に683系4000番台が新製配置され、それに押し出される形で2009年（平成21年）10月1日付で9両が転入した。485系「雷鳥」の置き換え名目としており、2009年（平成21年）10月1日ダイヤ改正より、同時に転入した683系0番台と共通で「サンダーバード」3往復で運用を開始した。
683系4000番台の増備による金沢所からの転入により順次運用を拡大し、2010年（平成22年）3月13日ダイヤ改正では「サンダーバード」7往復で運用された。2011年（平成23年）3月12日付で転属した車両をもって金沢所から本運転所への転入を終了し、同日ダイヤ改正では1往復だけ残った「雷鳥」を置き換え、「サンダーバード」8往復と「びわこエクスプレス」1往復で運用されていた。
2019年（令和元年）6月18日付で金沢総合車両所から3両編成×1本が転入し、V12編成となった。
先述の通り、2024年（令和6年）3月16日の北陸新幹線敦賀延伸時に、金沢総合車両所所属だった全車が本所に転属した。

### 北越急行

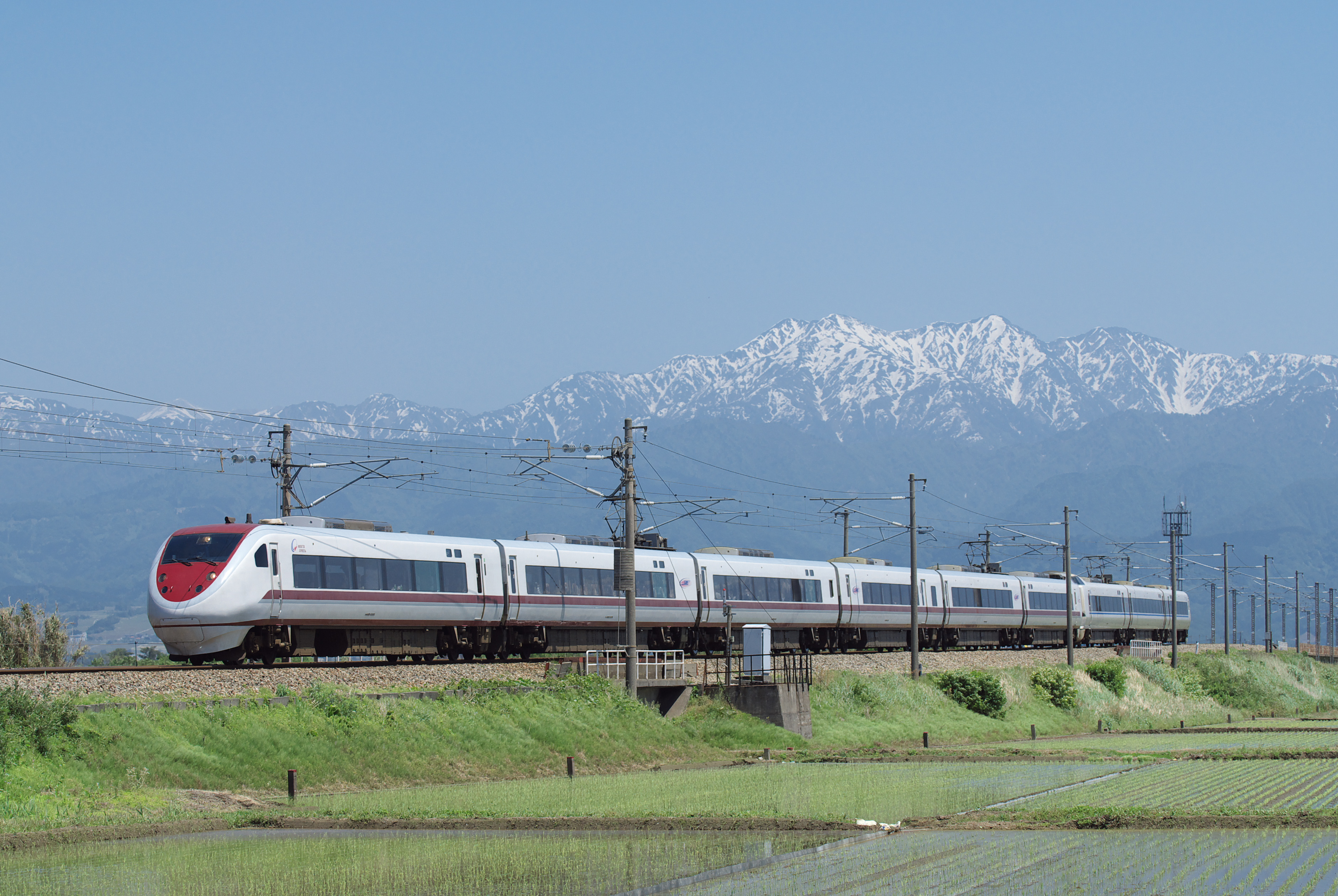
2000番台基本編成+0番台付属編成で運用される「はくたか」

1997年（平成9年）3月22日ダイヤ改正で登場した特急「はくたか」に充当するために1996年（平成8年）8月から12月にかけて2000番台6両編成×2本（N01・N02編成）、3両編成×2本（N11・N12編成）の合計18両が新製配置された。
N01+N11編成が落成し、ほくほく線設備が完成した1996年9月からは基本編成から付随車1両を抜いた2M3T編成を用いての高速試験走行が行われた。その行程の中で、「ほくほく線」開業をPRする目的で翌1997年（平成9年）1月11日に新潟駅で681系展示会が行われた。同年3月22日から「はくたか」として営業運転を開始し、北越急行六日町運輸区に書類上の車籍を置いたが、車両の管理はJR西日本に委託しており、金沢総合車両所に管理受託扱いで所属。効率の良い運用を行うために予備編成をJR車と共通とした。
2005年（平成17年）3月1日のダイヤ改正からは、和倉温泉駅乗り入れに関する運用の関係上、基本編成と付属編成の組み合わせがランダムとなり、塗装の異なる編成が連結して運用されることも多くなった。北越急行への使用車両に関する問い合わせが多いことから、編成運用計画一覧が北越急行公式ウェブサイトで公開されていた。
2015年（平成27年）3月14日の北陸新幹線開業に伴う在来線特急「はくたか」の廃止により、18両全てが同日付でJR西日本に譲渡され、引き続き金沢総合車両所に所属。現在はこの基本編成・付属編成ともに、「しらさぎ」に転用されており、W編成と同様の塗装に変更されている。

### 臨時運用

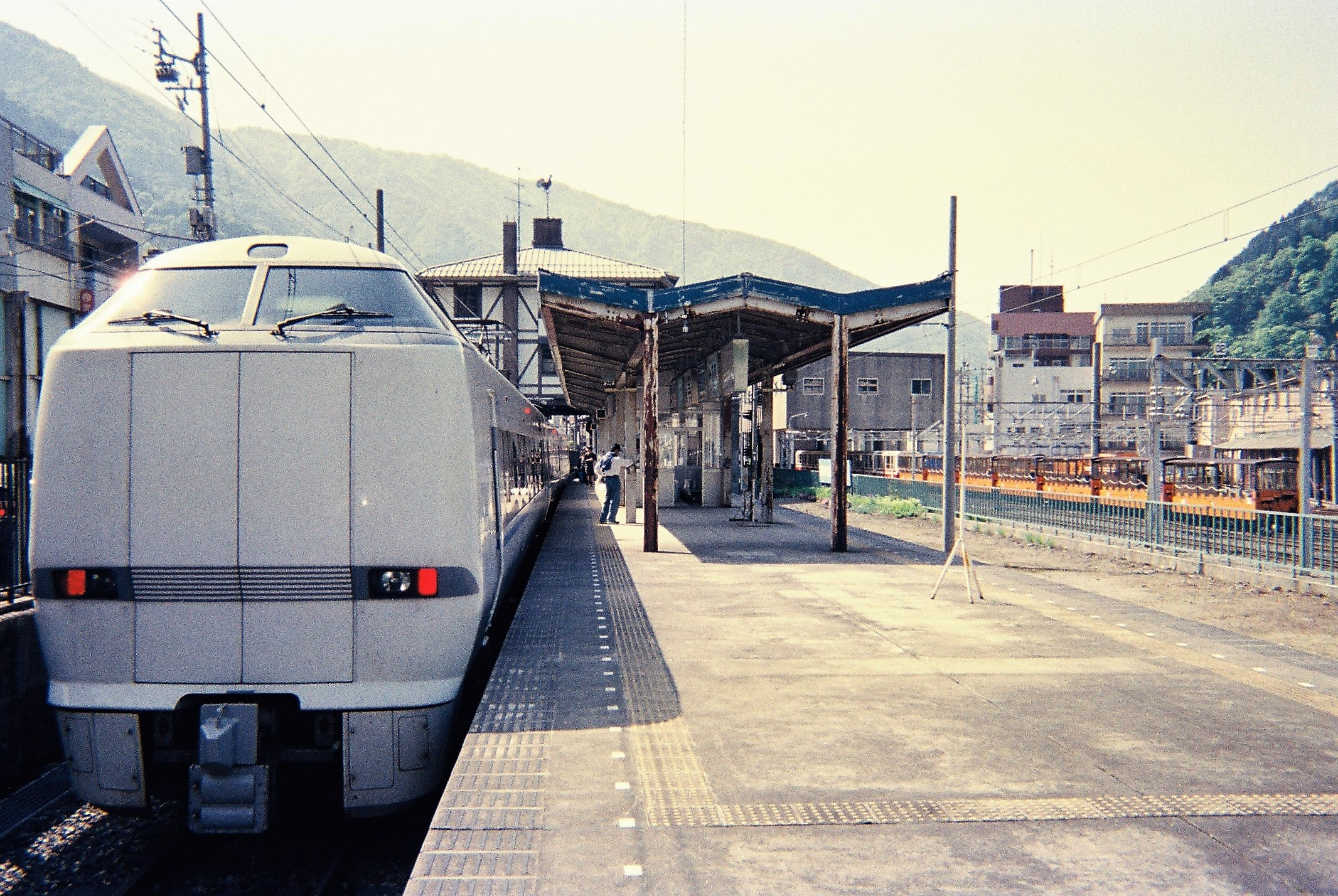
「サンダーバード宇奈月」として宇奈月温泉駅に乗り入れた681系

過去には富山地方鉄道線直通の「サンダーバード宇奈月・立山」として同社本線宇奈月温泉駅や立山線立山駅まで乗り入れていた。また、冬季には「シュプール号」として信越本線長野駅まで乗り入れた実績がある。他にも、長岡まつり開催に伴う団体臨時列車で回送列車として新潟駅まで乗り入れたほか、電化後の小浜線や山陰本線、試運転で北近畿タンゴ鉄道宮福線にも乗り入れたことがある。
1997年（平成9年）1月11日には、新潟ディステネーションオープニングキャンペーンとして、681系2000番台9両が新潟駅7番線に展示された。

## 廃車
先行試作車は2015年（平成27年）3月改正以降、整備面からの都合により廃車の方向で検討していた。先に付属編成のV01編成が2015年（平成27年）9月9日付で廃車された。2019年（令和元年）10月7日付でW01編成のうちクロ681-1001を除く5両が、クロ681-1001は2022年（令和4年）10月3日に廃車となった。
2024年（令和6年）3月16日の北陸新幹線敦賀延伸開業後、量産車でも廃車が発生しており、2024年（令和6年）3月16日付けで金沢W08編成6両が、3月29日付けで元金沢W05編成6両が、7月30日付けでV12編成3両が、8月23日付けでV15編成3両が、9月9日付けで2000番台V22編成3両が、9月10日付けで2000番台V21編成3両が、12月5日付けでW15編成6両が、2025年（令和7年）1月8日付けでW16編成6両が、1月28日付けでW13編成6両が、2月18日付けで2000番台W22編成6両が、3月25日付けでV42編成3両が、3月28日付けでV44編成3両がそれぞれ廃車となっている。

## その他

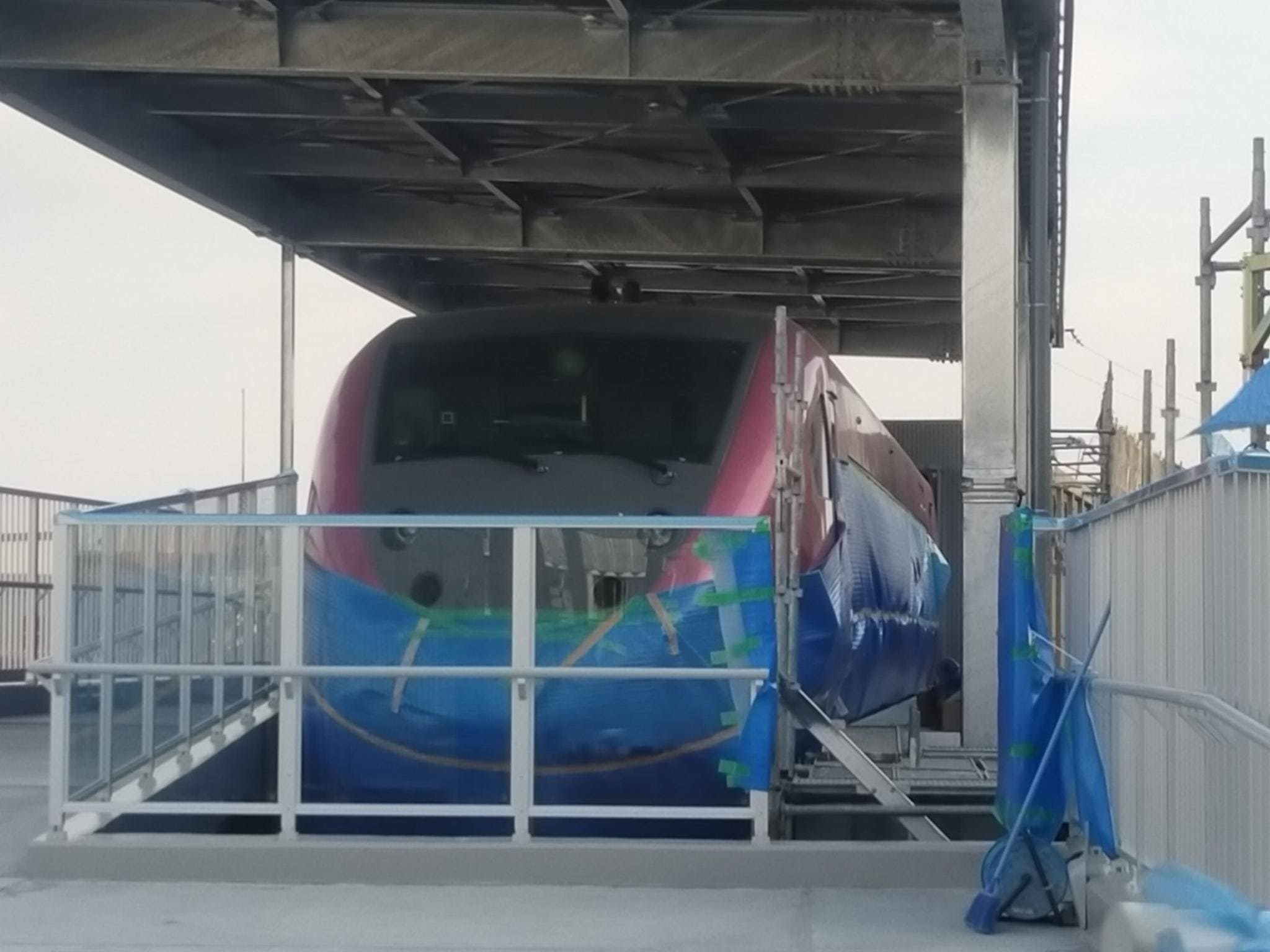
梅小路ハイラインに設置されたクロ681-4
（2025年6月21日、隣接の歩道橋より撮影）

2025年（令和7年）夏頃に梅小路短絡線の高架跡（通称「梅小路ハイライン」）上に開業予定の、日本初となる廃線高架上常設店舗「FUTURE TRAIN」の店舗の一部として、除籍されたクロ681-4が紫色に塗色変更の上で、梅小路京都西駅付近の短絡線跡の高架上に設置された。